# Alpes
Pour les articles homonymes, voir Alpes (homonymie).
Les Alpes sont une chaîne de montagnes qui s'étend en Europe, recouvrant la frontière nord de l'Italie, le Sud-Est de la France, Monaco, la Suisse, le Liechtenstein, l'Autriche, le Sud de l'Allemagne et la Slovénie.
Les Alpes culminent à 4 806 mètres au mont Blanc. On recense 82 sommets majeurs de plus de 4 000 mètres d'altitude (48 en Suisse, 38 en Italie et 24 en France). Les cols de montagne reliant les vallées ou les pays dépassent souvent les 2 000 mètres d'altitude. Les Alpes forment une barrière de 1 200 kilomètres entre la mer Méditerranée et le Danube.

## Toponymie
Le choronyme « Alpes » qui définit l’ensemble de la chaîne apparaît dès le Ier siècle av. J.-C. Selon une première hypothèse, l'origine est issue de l'appellatif gaulois « alpe », lui-même issu d'une racine celtique ou préceltique « alp » qui viendrait d'« albos », signifiant, selon le linguiste Xavier Delamarre, « le monde lumineux, le monde d'en-haut », ou de l'indo-européen commun « albho- » signifiant « blanc ».
Selon l'abbé Paul Louis Rousset, guide et grand alpiniste, le choronyme « Alpes » trouve son origine dans la somme de très nombreux lieux élevés contenant la racine « alp » (par exemple « alpage ») et cela à travers tous les pays alpins. Selon d'autres auteurs, « alb » est un toponyme répandu dans tout le bassin méditerranéen pour désigner un lieu élevé.
Le mot est attesté dans les prénoms gaulois Albos, Albios, Albiorix.

## Géographie

### Situation

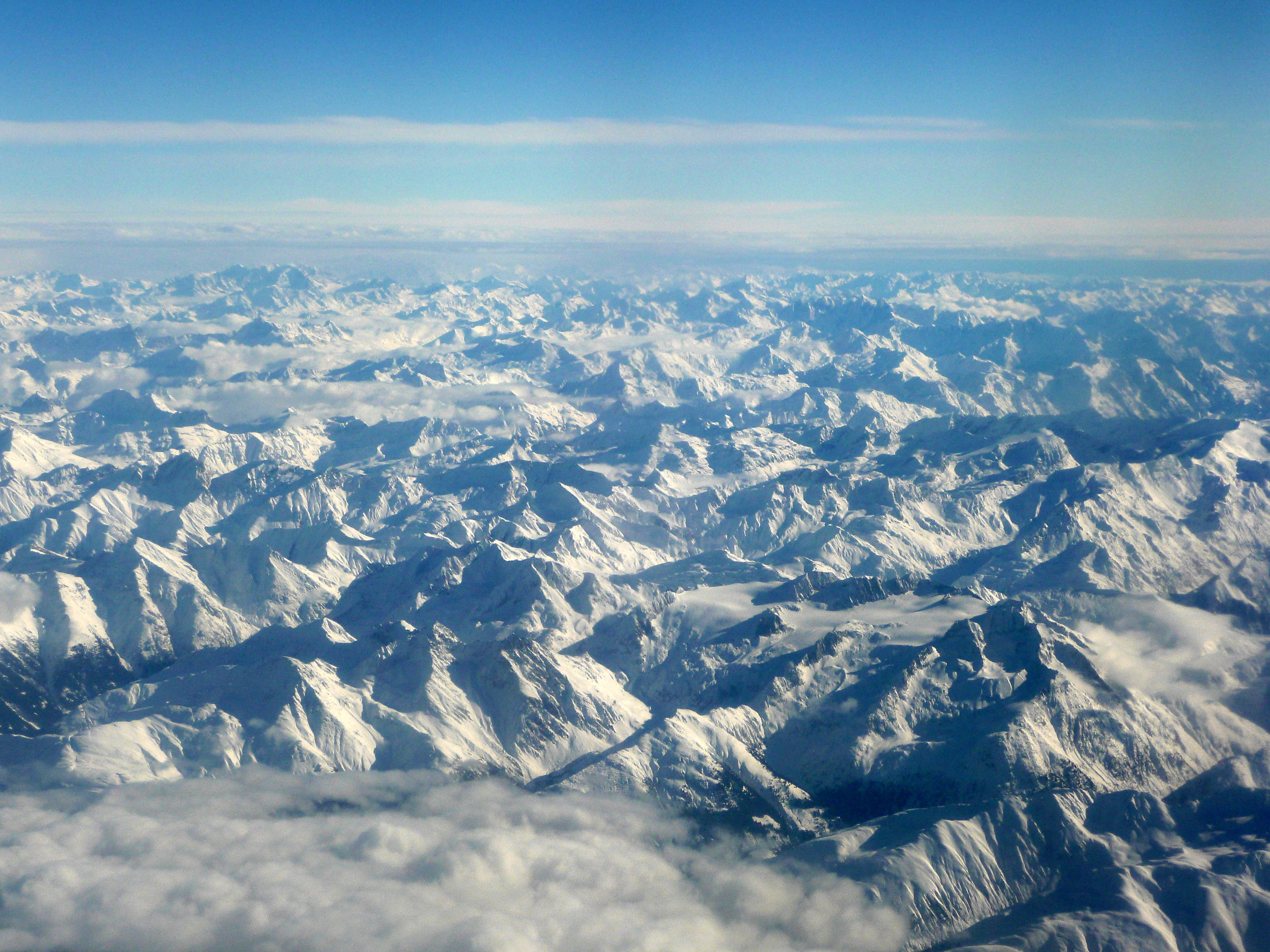
Vue aérienne des Alpes entre la Suisse et l'Italie.

La surface des Alpes (190 959 km2) est partagée entre l'Autriche (28,5 %), l'Italie (27,2 %), la France (20,7 %), la Suisse (14 %), l'Allemagne (5,6 %), la Slovénie (4 %) et les deux micro-États que sont le Liechtenstein et Monaco.
Les pays les plus alpins sont, sans compter le Liechtenstein et Monaco, l'Autriche (65,5 % de son territoire), la Suisse (65 %), la Slovénie (38 %), l'Italie (17,3 %), la France (7,3 %) et l'Allemagne (3 %).

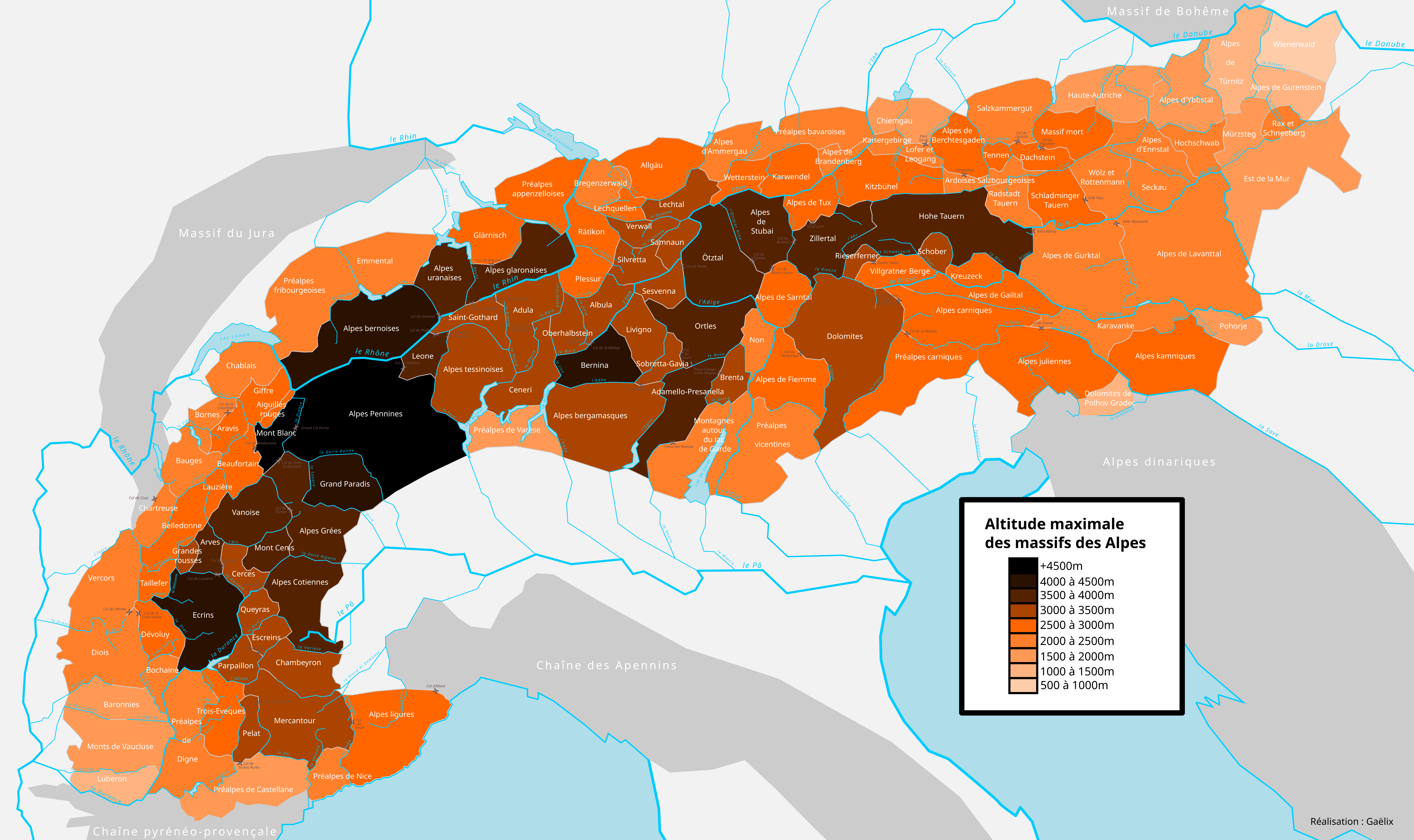
Carte des différents massifs alpins

Les Alpes peuvent être subdivisées en trois parties, les Alpes occidentales (de la Méditerranée au mont Blanc), les Alpes centrales (de la Vallée d'Aoste au Brenner) et les Alpes orientales (du Brenner à la Slovénie).

### Géologie
Les Alpes font partie des chaînes alpines péri-téthysiennes, formées pendant le Mésozoïque (−252 à −66 Ma) et le Cénozoïque (depuis −66 Ma), qui s’étendent du Maghreb à l’Extrême-Orient. Une partie de ces chaînes de montagnes (les chaînes péri-méditerranéennes) est issue de l’ouverture, puis de la fermeture de bassins océaniques du système téthysien. L’existence de ces orogènes est liée à la convergence des plaques tectoniques africaine et européenne et à l'interposition de blocs ou de microplaques.
Les Alpes proprement dites s’étendent sur un millier de kilomètres, entre Gênes et Vienne, avec une largeur comprise entre 100 et 400 kilomètres.
On peut les subdiviser selon des critères géographiques, géologiques et topologiques, en trois parties distinctes :
- les Alpes occidentales, qui forment un arc entre la mer Méditerranée et le Valais ;
- les Alpes centrales, entre le Valais et les Grisons (Suisse orientale) ;
- les Alpes orientales et méridionales, qui s’ensellent dans la plaine de Pannonie à l’ouest des Carpates.

Socle cristallin interne (Ambin) débarrassé de sa couverture sédimentaire et au métamorphisme élevé (métaquartzite, schiste bleu et vert).

L’arc des Alpes occidentales est classiquement subdivisé en deux parties, séparées par le chevauchement pennique crustal : la zone externe et les zones internes. Ce chevauchement majeur juxtapose des unités paléogéographiques distinctes, ayant eu des histoires tectoniques et métamorphiques différentes : globalement, les unités de la zone externe correspondent aux parties proximales de la marge européenne, qui ont été peu raccourcies et peu métamorphisées lors de l’histoire alpine, alors que les unités internes correspondent aux parties plus distales et au plancher océanique, qui ont subi un métamorphisme et un raccourcissement plus fort.
Les déformations dans les Alpes, observables grâce aux séismes et à la géodésie, sont actuellement faibles. Les Alpes occidentales sont toutefois en surrection rapide, jusqu’à 2,5 mm/an au nord-ouest de l’arc. Cette surrection est une réponse isostatique à l’érosion et la fonte des glaciers alpins d’une part, et à des processus profonds à l’échelle lithosphérique d’autre part (épaississement crustal). Les mouvements horizontaux sont plus faibles d’un ordre de grandeur, avec des vitesses horizontales relatives de part et d’autre de la chaîne (entre la plaine du Pô et l’avant-pays alpin) de l’ordre de 0,1 à 0,3 mm/an, plutôt en divergence.
Selon Jérôme Lavé, spécialiste de l’évolution du relief au CNRS de Nancy, le mouvement relatif entre la plaque adriatique et le reste de l'Europe n'a plus cours : « l’Italie ne s’enfonce plus dans la France ou la Suisse. Géodynamiquement, il n’y a donc plus de raison de créer de la topographie »,.

### Climat
Les Alpes constituent un exemple classique de ce qui se passe lorsqu'une zone tempérée à basse altitude cède la place à un terrain de plus haute altitude. Ainsi, le climat alpin est présent dans tous les environnements présentant des caractéristiques similaires. En moyenne, le gradient thermique adiabatique alpin est de −0,47 °C pour 100 mètres, soit une perte de 1 °C pour 213 mètres d'élévation. Il est cependant soumis à de grandes variations selon de nombreux facteurs et peut même devenir positif. L'effet des chaînes de montagnes sur les vents dominants est de transporter l'air chaud des régions inférieures dans des zones d'altitudes supérieures, où il se dilate en volume au prix d'une perte de température proportionnée, souvent accompagnée de précipitations sous forme de neige ou de pluie.
La hauteur des Alpes est suffisante pour diviser les conditions météorologiques en Europe en un nord humide et un sud sec.

#### Conséquences sur la météorologie européenne
L'arc alpin forme une barrière climatique colossale. Lorsqu'un anticyclone s'approche des côtes atlantiques, il forme un vaste courant rotatif horaire (sens des aiguilles d'une montre) chassant l'air nord-italien vers la Méditerranée ; mais plus au nord, l'air entraîné par ce courant reste bloqué en Bavière et en Suisse par la barrière alpine et une dépression se forme sur le golfe de Gênes. C'est cette dépression, couplée à l'anticyclone, qui entraînera la formation du mistral et de la tramontane. L'effet inverse se produit lorsqu'une dépression s'approche des côtes atlantiques : elle force l'air dans un mouvement rotatif anti-horaire à se bloquer au nord de l'Italie, formant ainsi un anticyclone qui resserre les isobares sur l'Europe occidentale, amplifiant les vents parfois tempétueux provoqués par le passage de la dépression. Les effets de la chaîne sur la météorologie européenne sont multiples et ont des conséquences sur l'ensemble du climat européen[réf. souhaitée].

#### Modifications climatiques

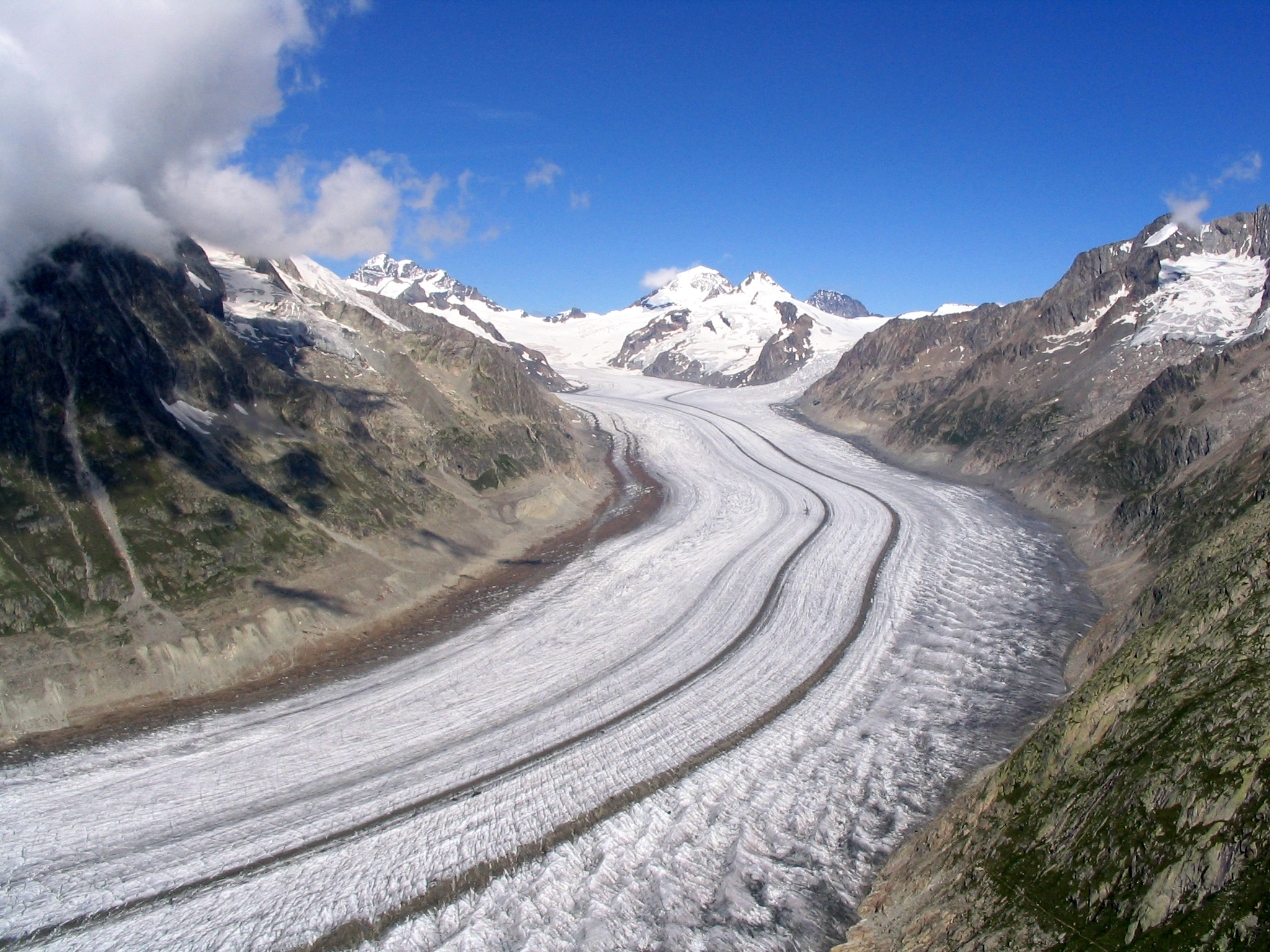
Vue du glacier d'Aletsch en Valais, le plus long glacier des Alpes.

Selon des études du GIEC, sous l'effet du réchauffement climatique, les glaciers alpins ont perdu entre 20 et 30 % de leur volume depuis 1980. Étant donné que nous sommes depuis 1850 dans une période de recul des glaciers, ils pourraient régresser de 30 à 70 % de leur volume d'ici 2050. En lien avec les températures estivales, leur recul a accéléré depuis 2003.
Selon Jean-François Donzier, directeur général de l'Office international de l'eau, organisateur des états généraux de l'eau en montagne, qui ont eu lieu à Megève en 2010, « Avec le réchauffement climatique, l'hiver, la neige se transforme en pluie et ne permet plus de stocker l'eau. Or, normalement, c'est cette neige qui fond l'été qui sert à alimenter les rivières ». Les experts réunis lors de ces états généraux ont alerté que les Alpes risquent de ne plus pouvoir jouer leur rôle de « château d'eau de l'Europe ».
Les constats de la déclaration de Megève (24 septembre 2010) sont notamment que, « malgré une apparente abondance de la ressource en eau (Alpes du Nord), il y a émergence d’une véritable prise de conscience que la ressource est limitée, notamment dans sa répartition spatio-temporelle ».
Depuis les années 1970, les Alpes ont perdu 22 à 34 jours de neige par an selon les régions.
Les modifications climatiques se traduisent par plusieurs phénomènes, dont le recul et la diminution du volume des glaciers, qui peuvent s'accompagner de la formation de poches d'eau ou de lacs, et une multiplication d'écroulements de roches ou d'éboulements comme celui du Piz Cengalo de 23 août 2017 qui, avec le recul des glaciers et la fonte du pergélisol (permafrost), entraînent la suspension des ascensions trop dangereuses, de sorte que les guides de haute montagne se questionnent sur l'avenir de leur pratique. Faune et flore connaissent aussi des conséquences du fait des modifications climatiques, dont une désynchronisation.
L'effondrement du glacier du Birch le 28 mai 2025 est dû, selon Christophe Lambiel, professeur et chercheur à l'Université de Lausanne et spécialiste du pergélisol et de l'évolution des paysages alpins, au mouvement accéléré du glacier, qui est lié au réchauffement climatique.

### Faune et flore

#### Faune alpine
Les espèces suivantes peuvent se trouver en assez grand nombre dans les espaces protégés.

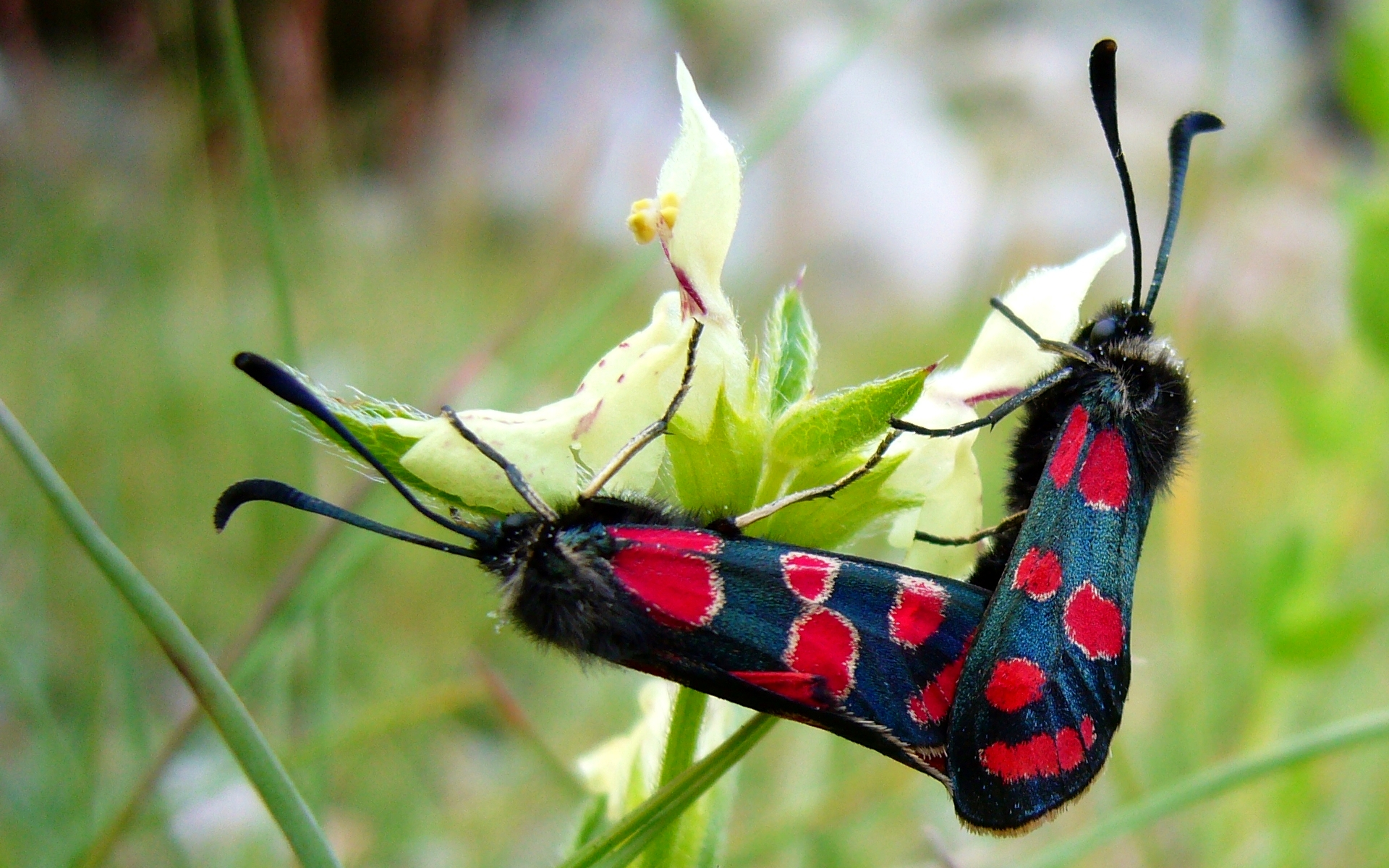
Zygènes, Zygaena carniolica.
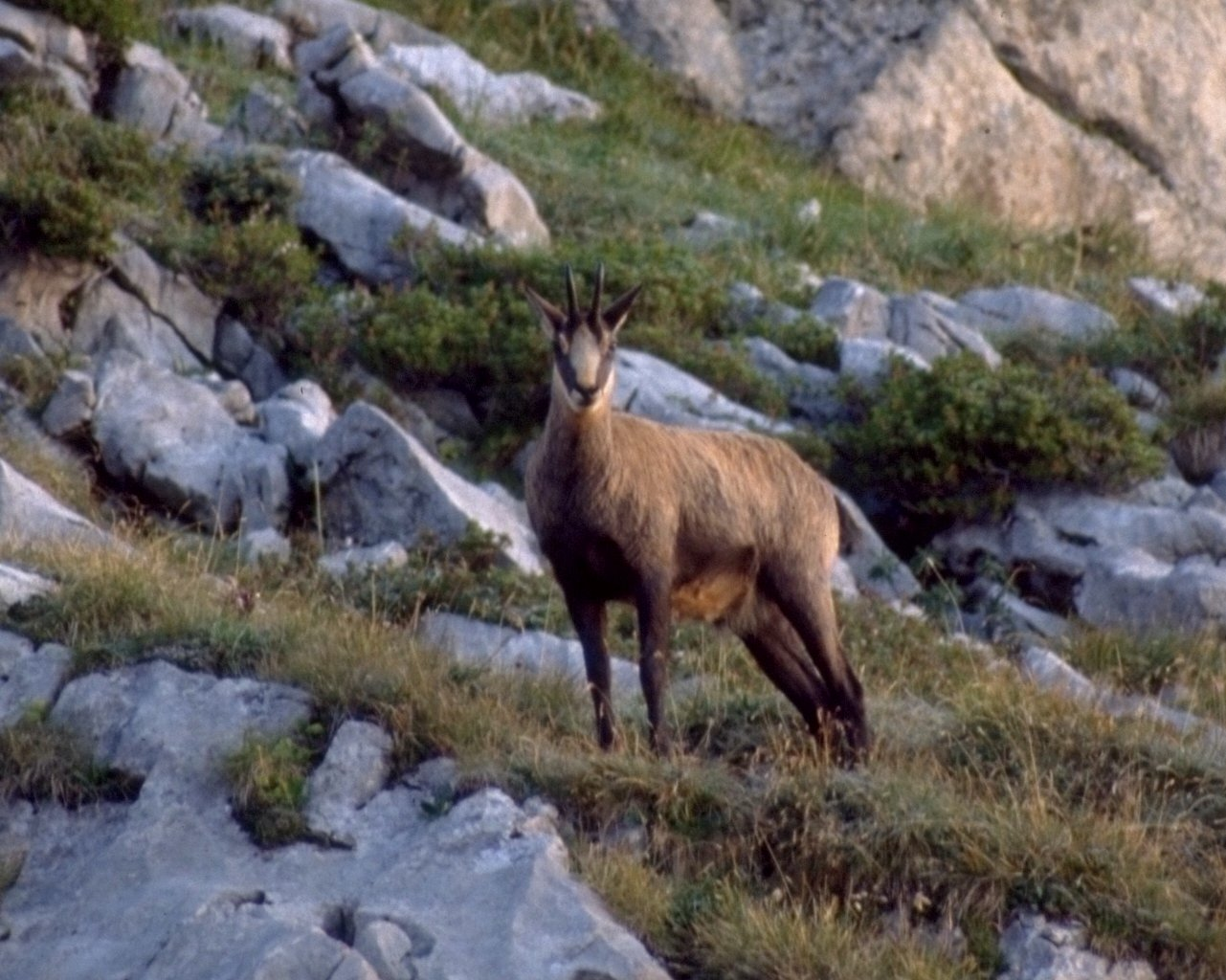
Chamois.
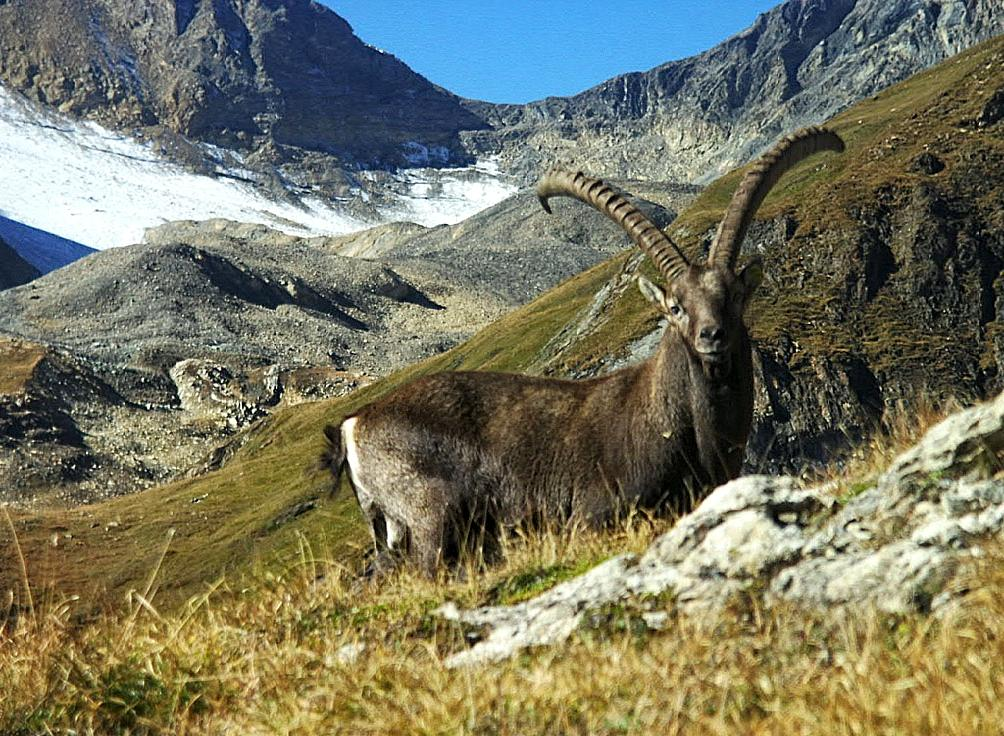
Bouquetin.
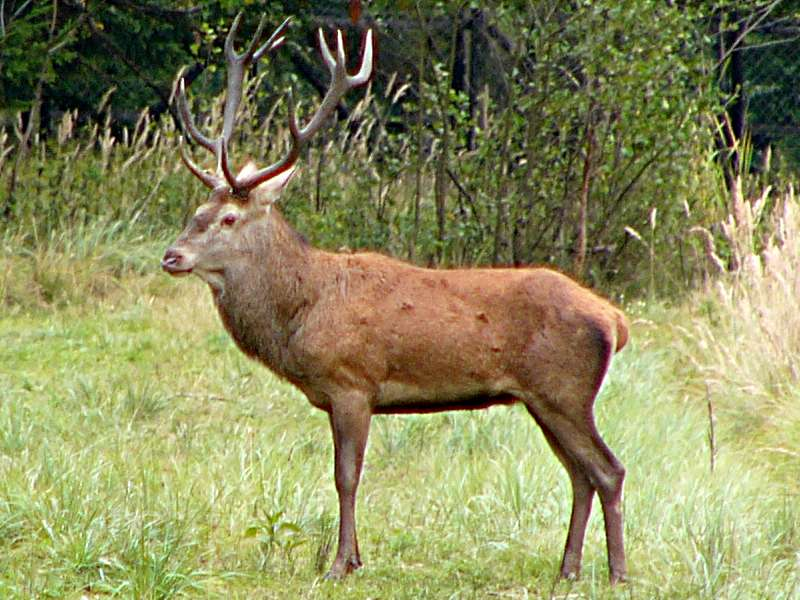
Cerf élaphe.
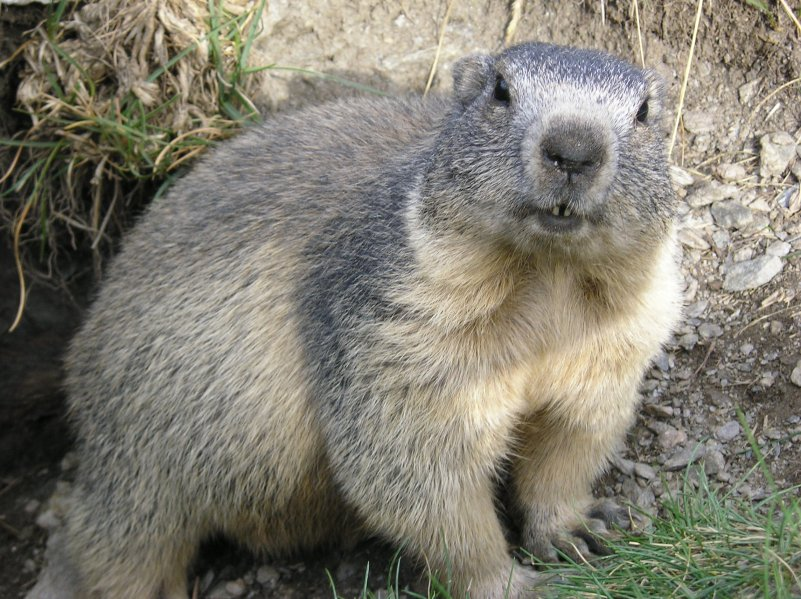
Marmotte.
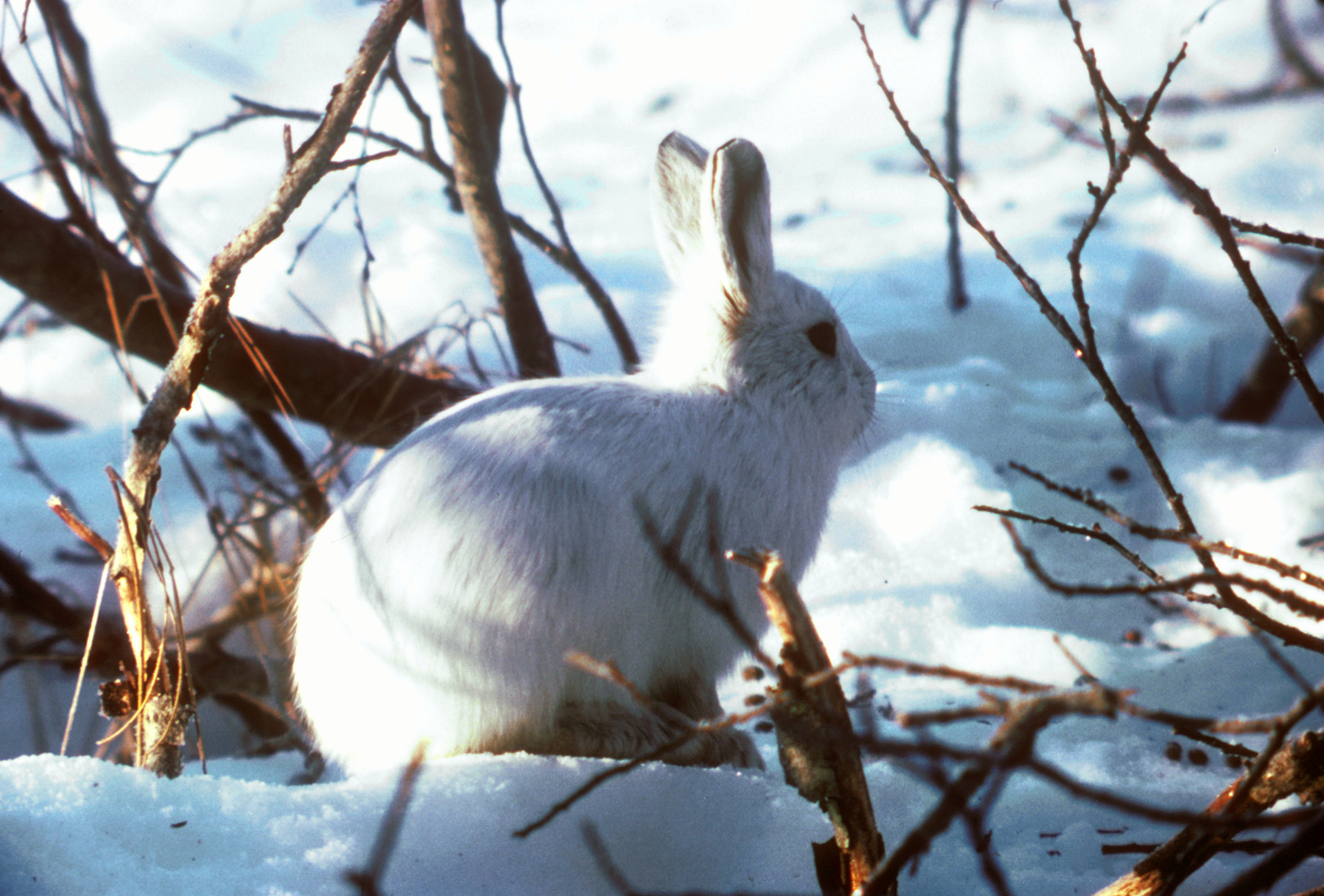
Lièvre variable.
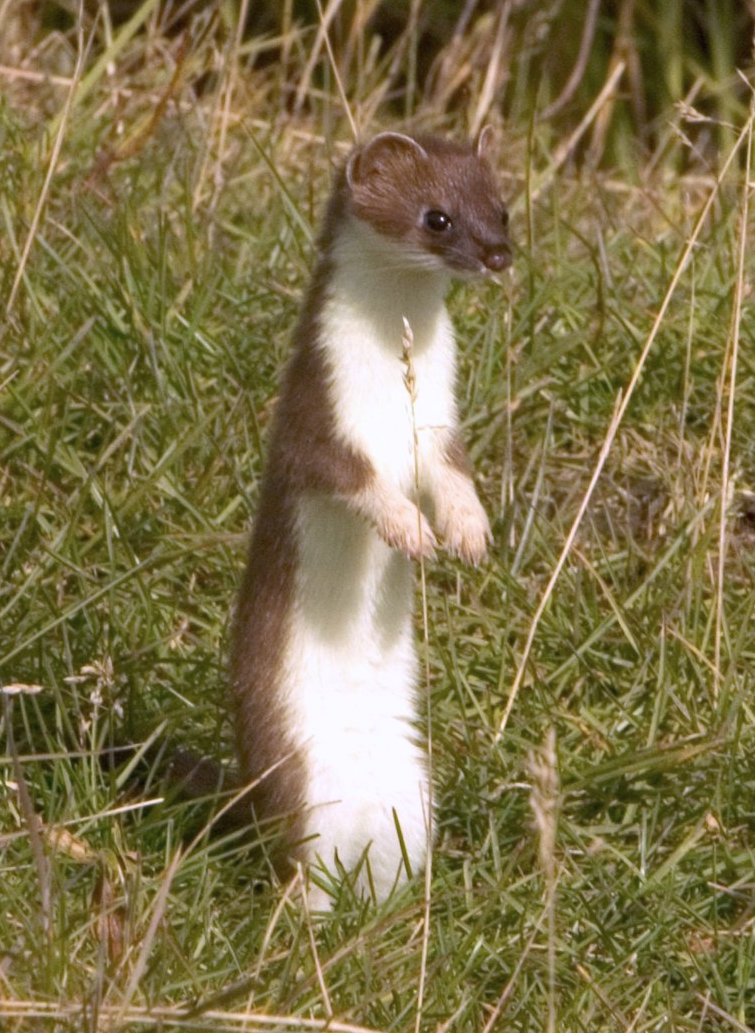
Hermine.
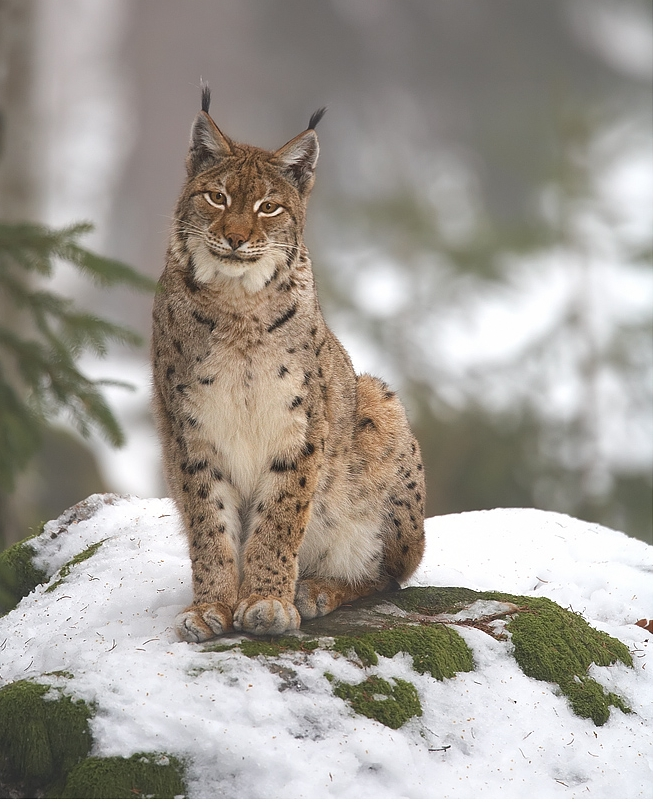
Lynx lynx.
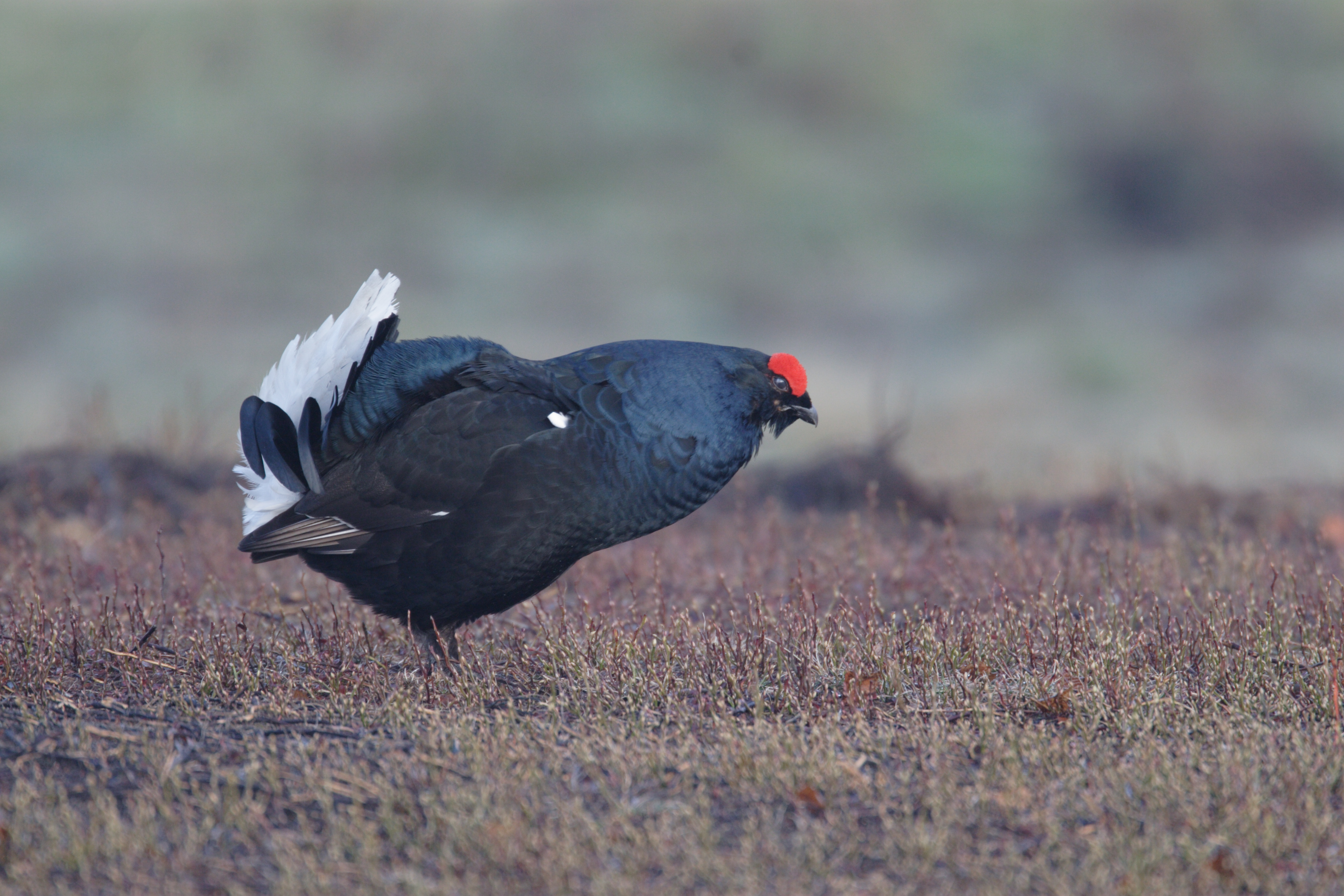
Tétras lyre.
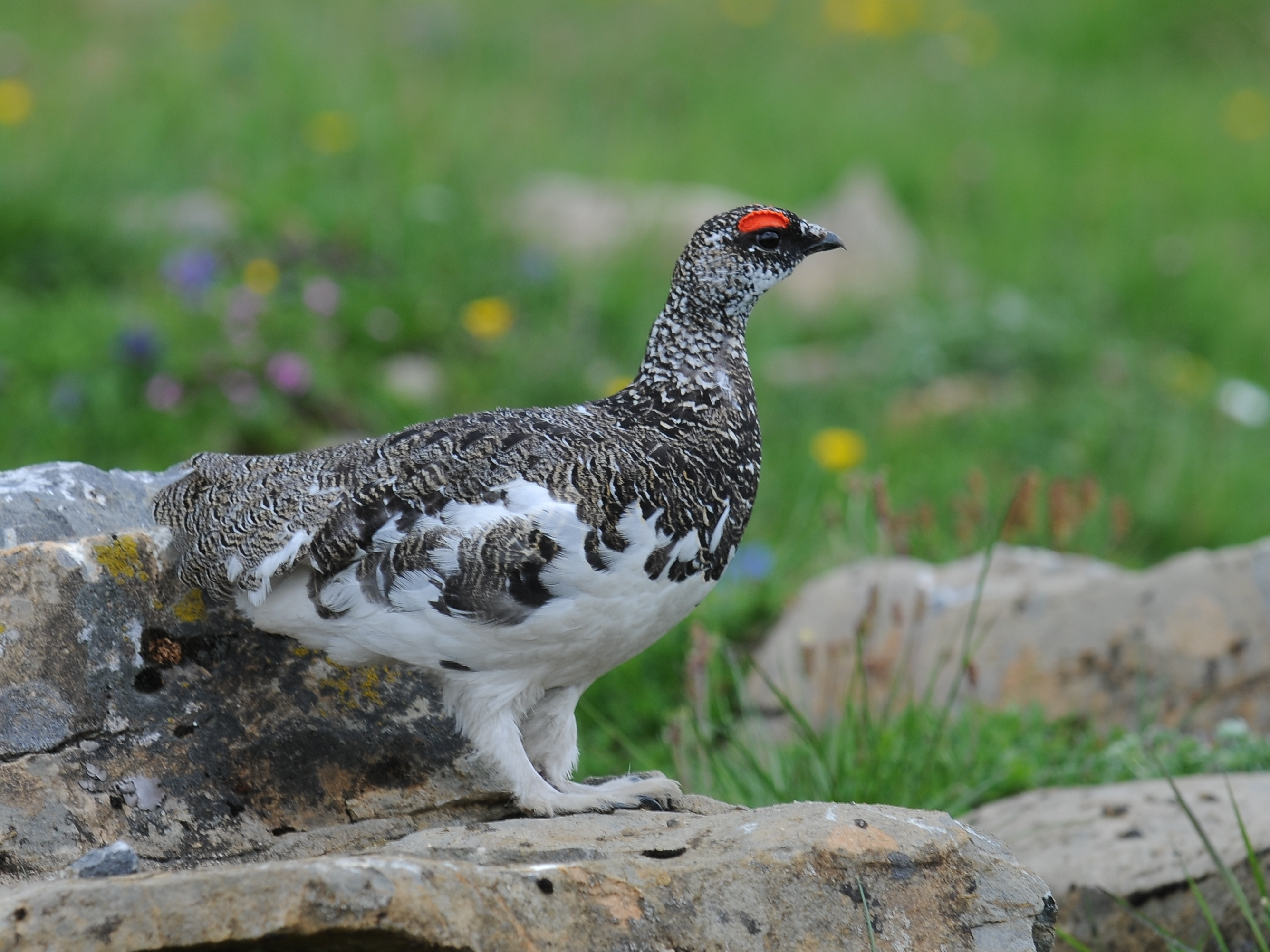
Lagopède alpin ou perdrix des neiges.
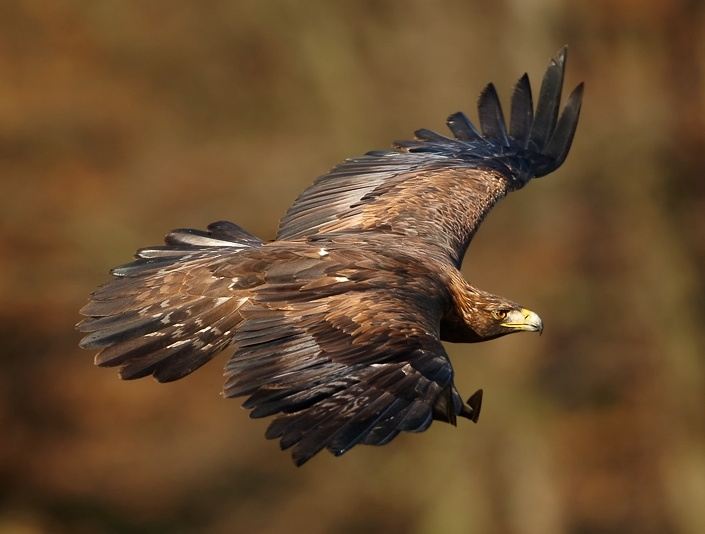
Aigle royal.
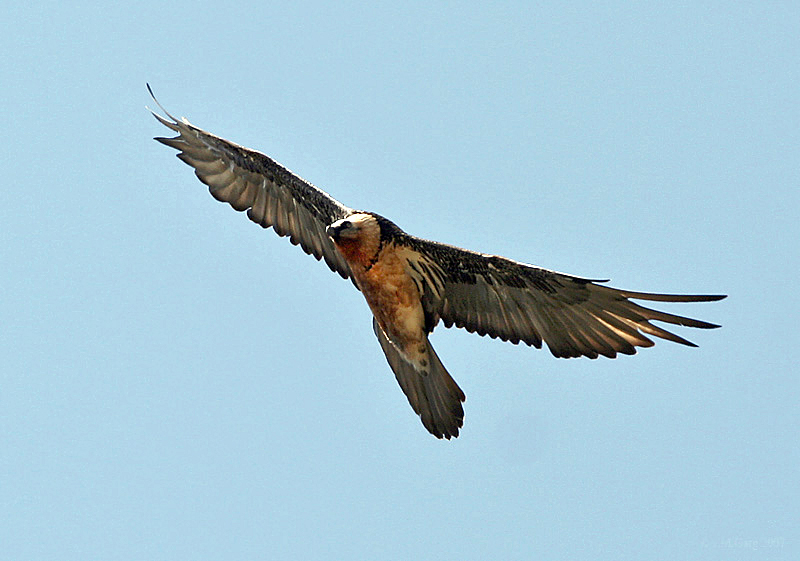
Gypaète barbu.
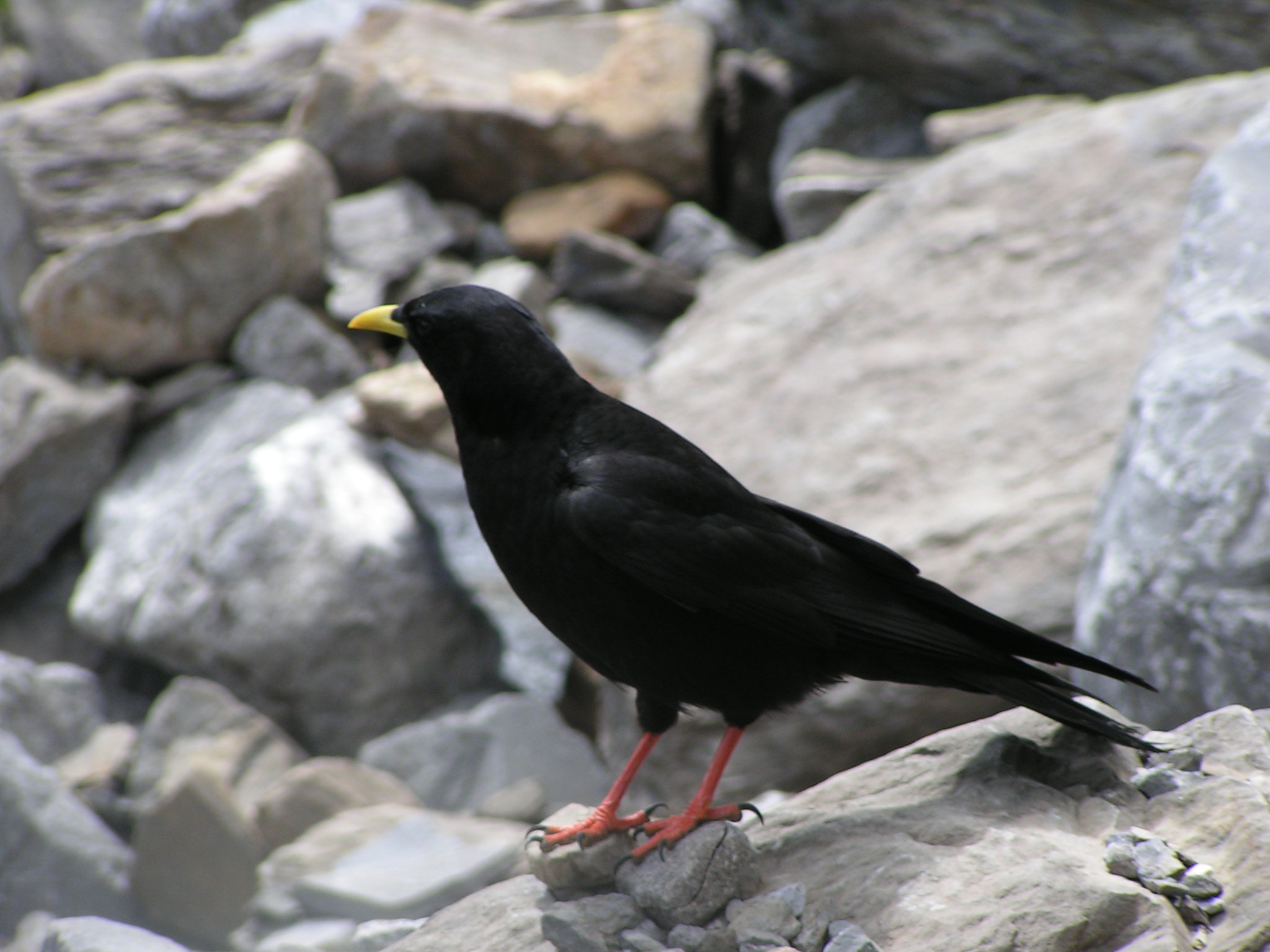
Chocard à bec jaune, Pyrrhocorax graculus.
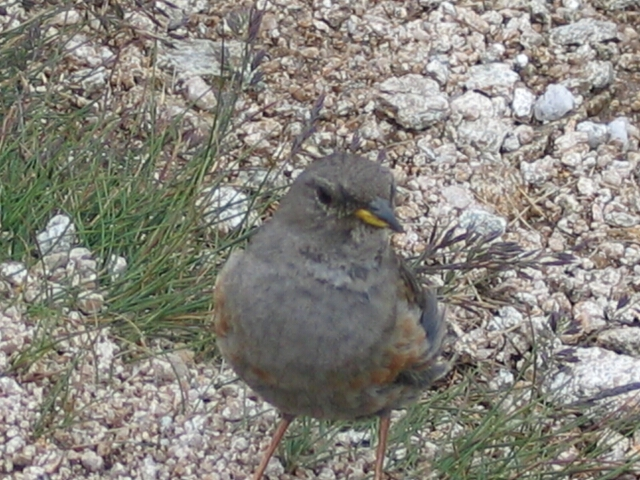
Accenteur alpin.
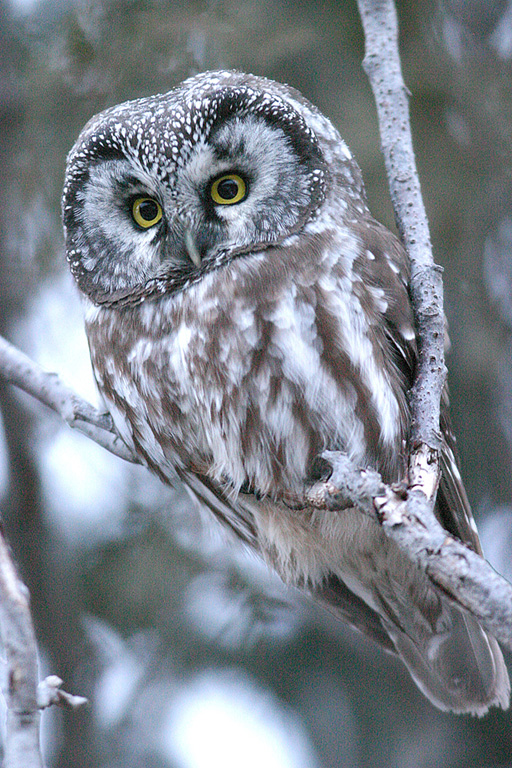
Chouette de Tengmalm.
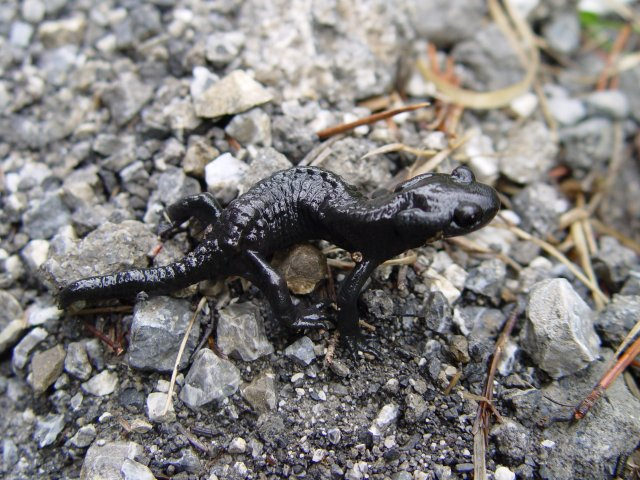
Salamandre noire.
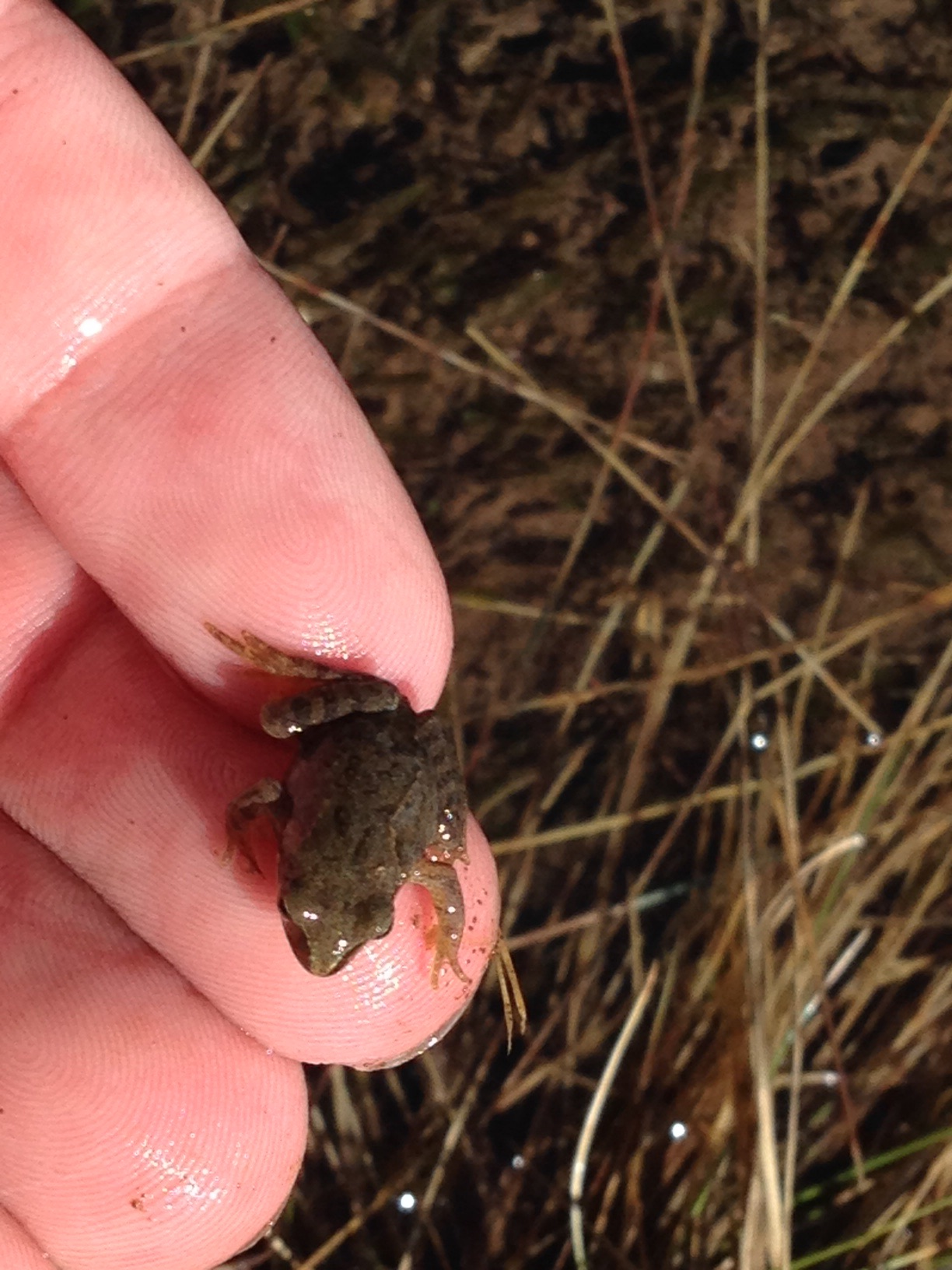
Une grenouille rousse juvénile à 2 300 mètres.

#### Flore alpine
La flore alpine est largement gouvernée par l'altitude, et dans une moindre mesure l'exposition et la latitude. La limite supérieure des forêts se situe habituellement entre 1 800 m sur les sommets exposés des Préalpes et 2 500 m dans les vallées intérieures suisses du Valais et de l'Engadine. Cette limite s'est élevée ces dernières dizaines d'années. La cause peut en être, comme en Sibérie, le réchauffement climatique. Cependant, dans les Alpes, l'agriculture en baisse à haute altitude peut aussi en être la cause.

Plantes à fleurs typiques des Alpes
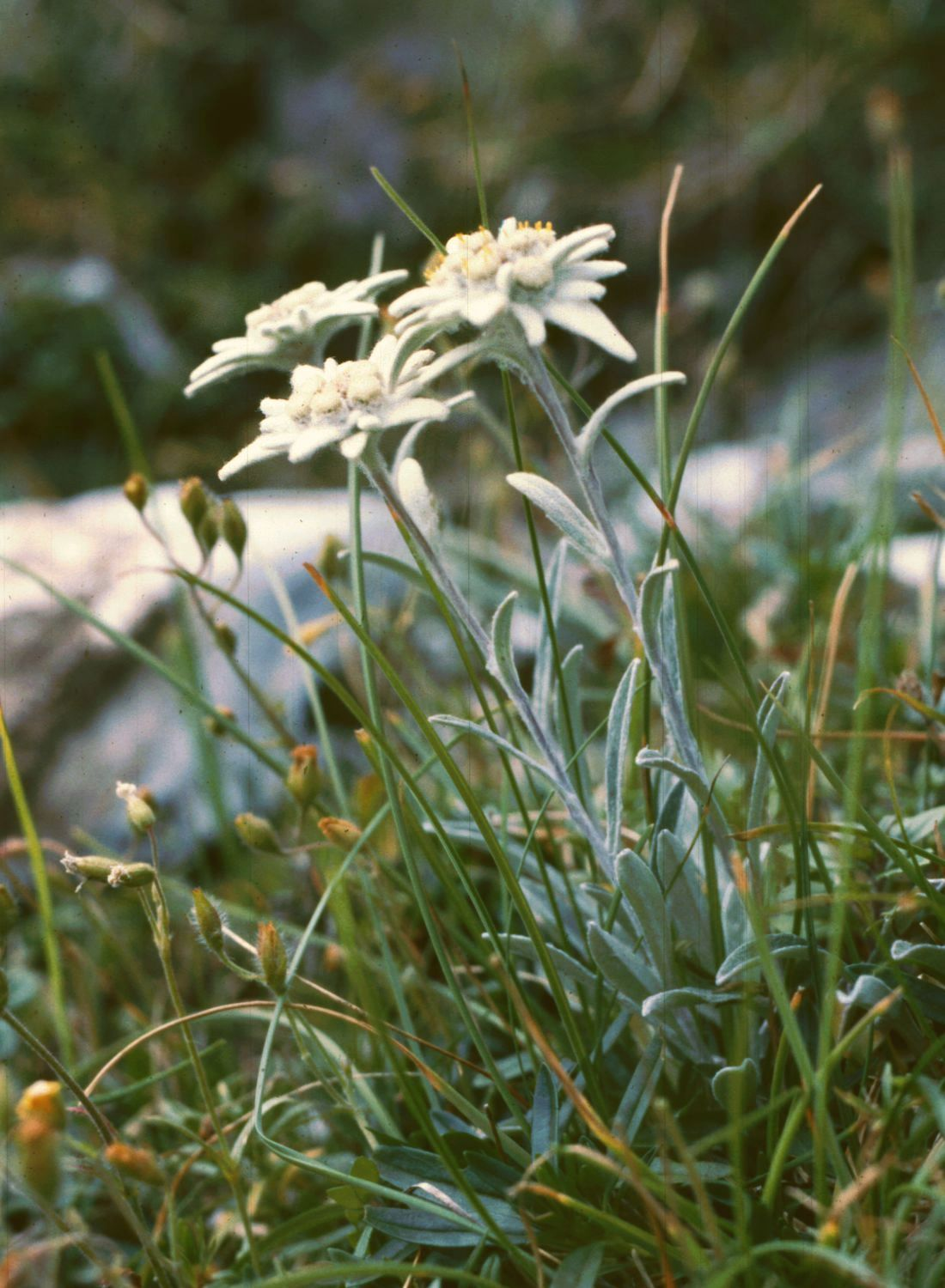
Edelweiss (Leontopodium alpinum).
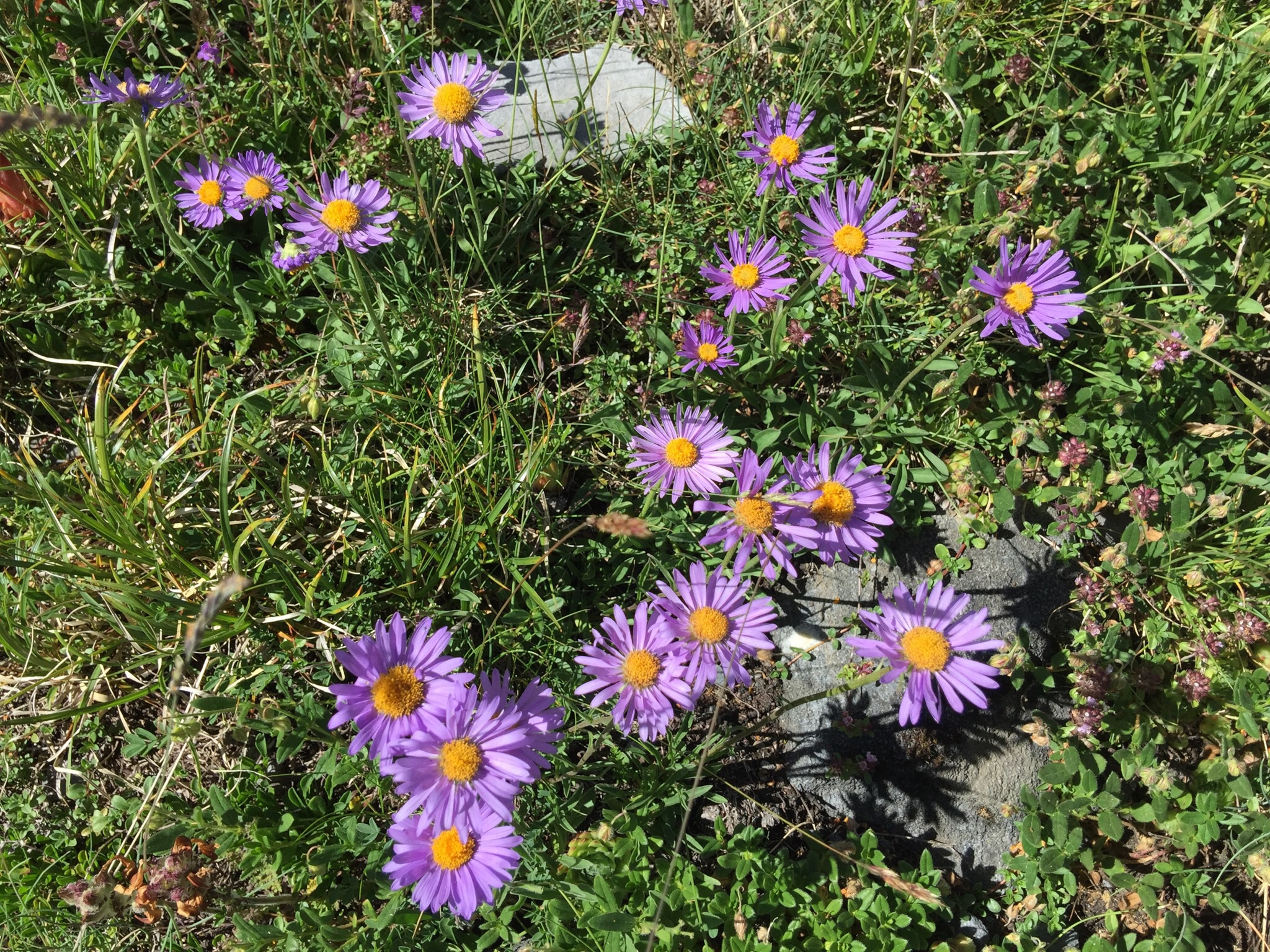
Aster des Alpes (Aster alpinus), à 2 500 mètres d'altitude, Haute Maurienne.
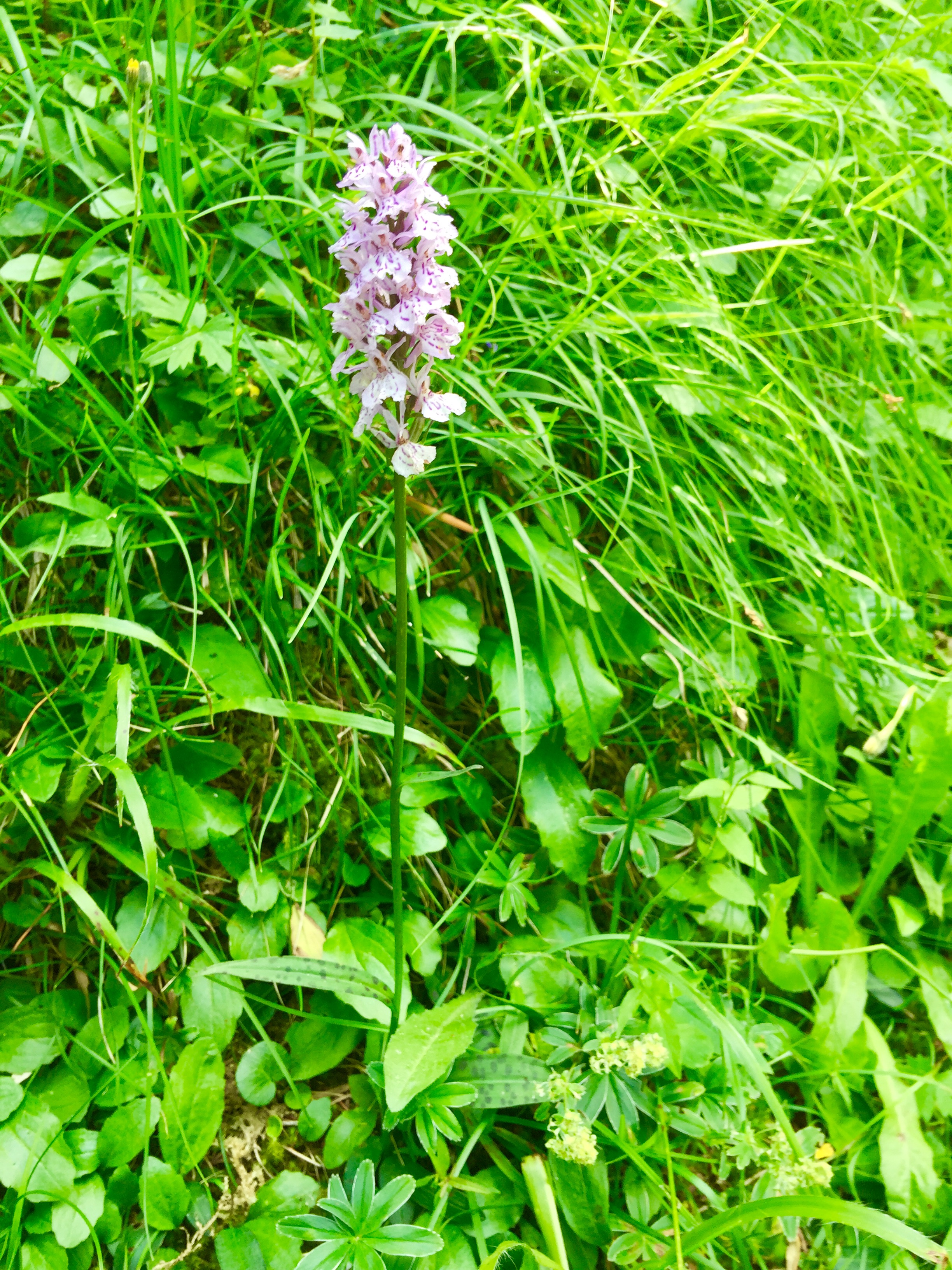
Orchis de Savoie (Dactylorhiza savogiensis), rare et de description récente.
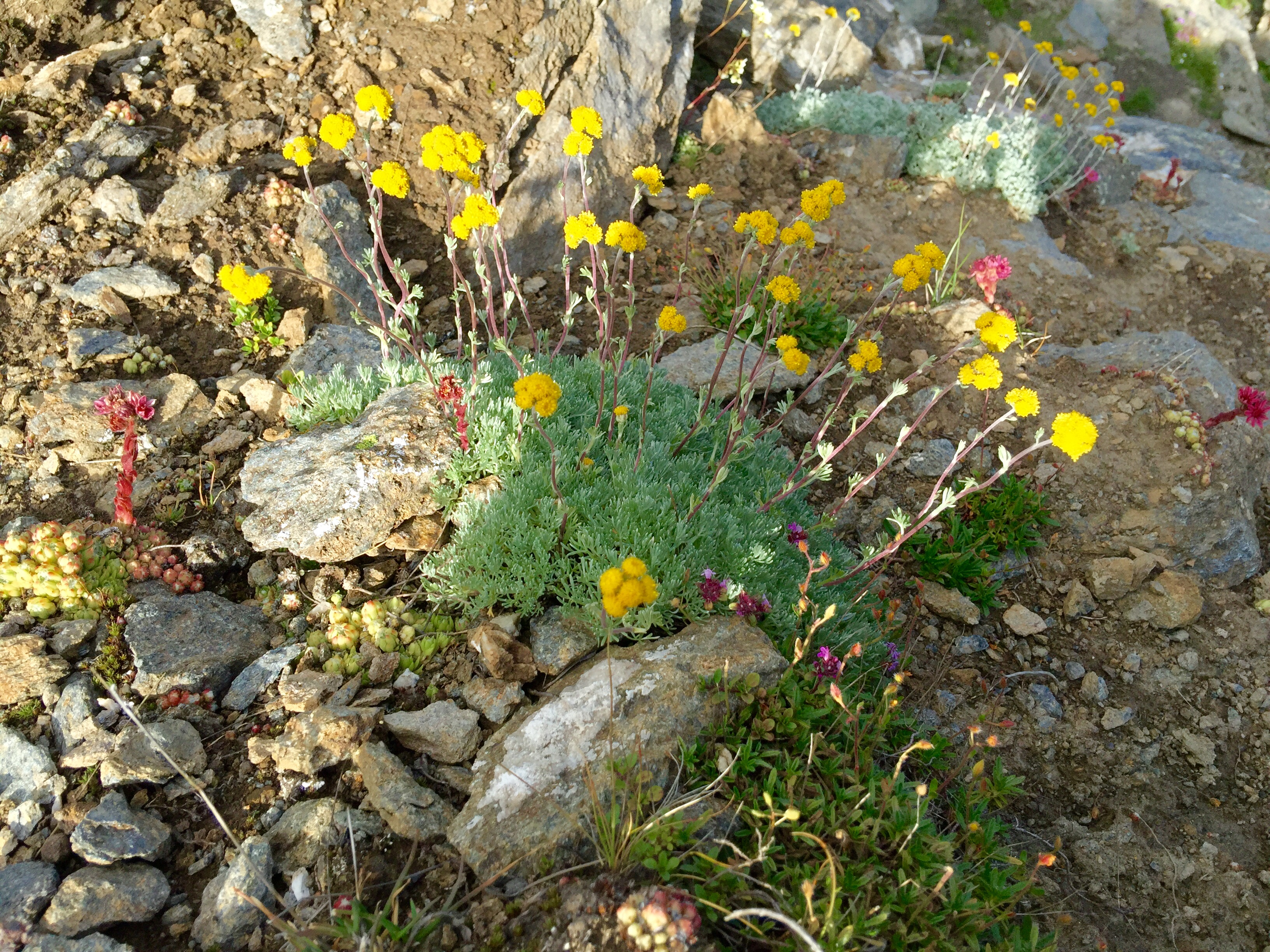
Artemisia glacialis (Génépi des glaciers), Haute Maurienne.
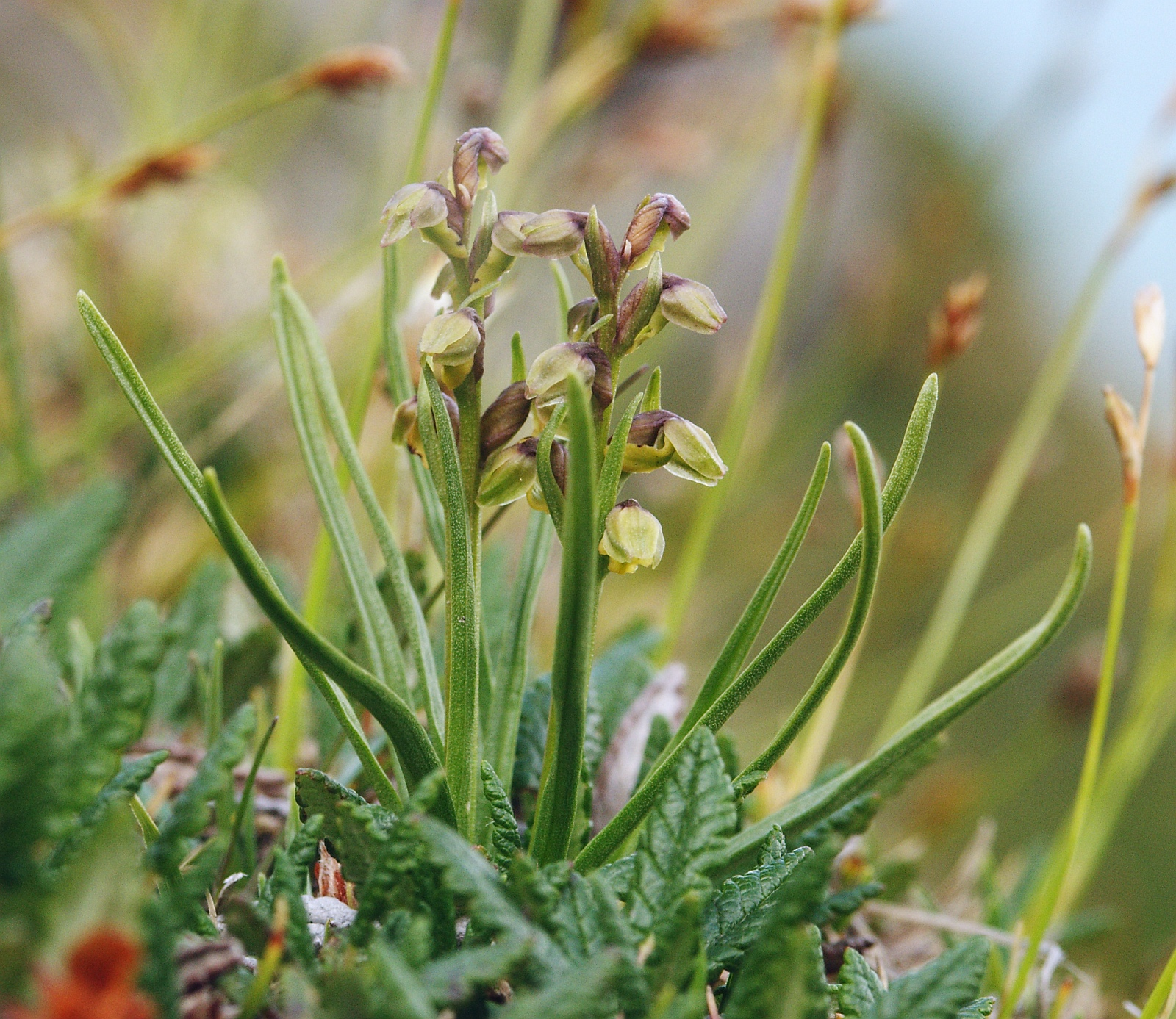
Orchis nain des Alpes (Chamorchis alpina).
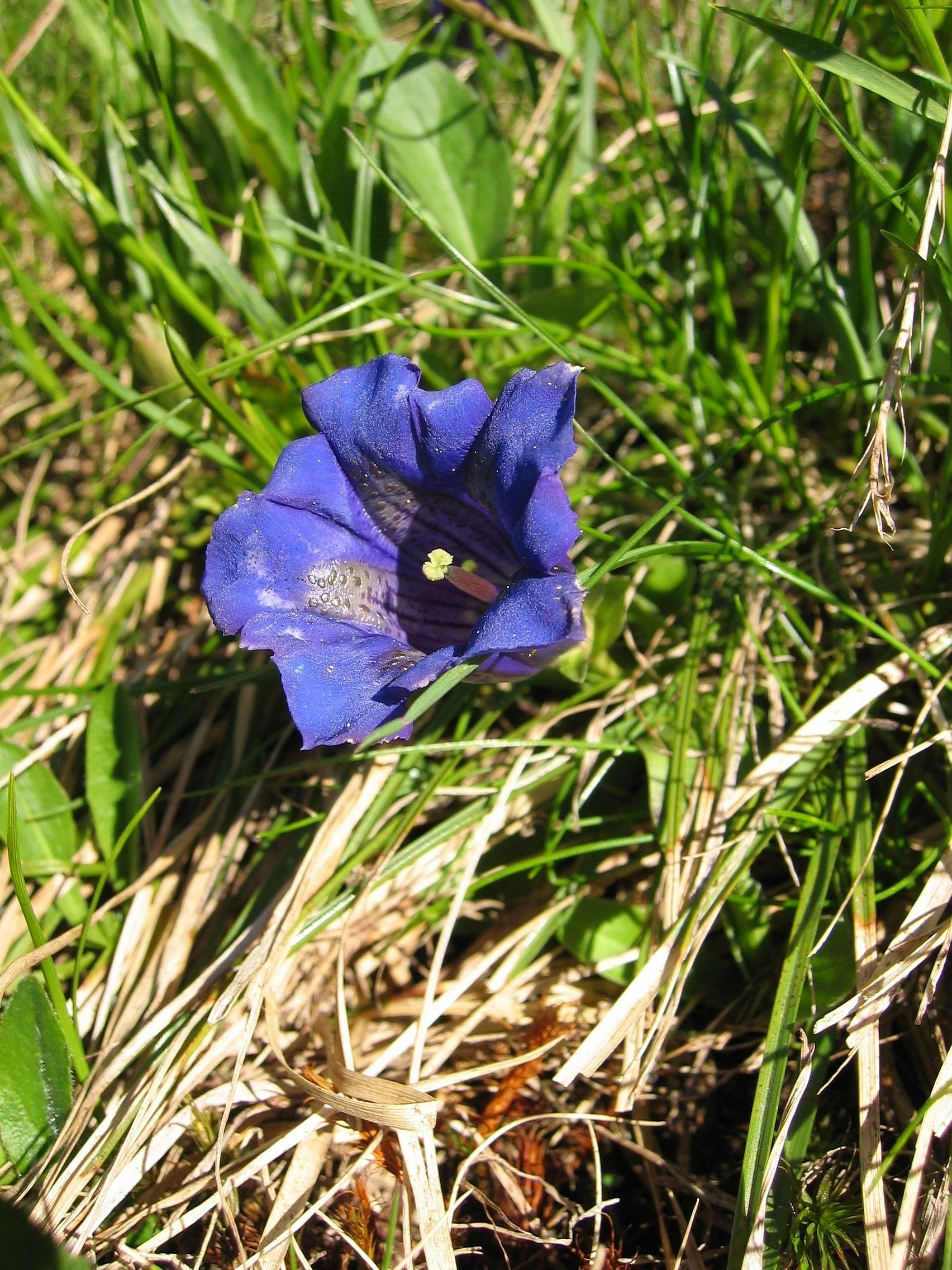
Gentiane acaule (Gentiana acaulis).
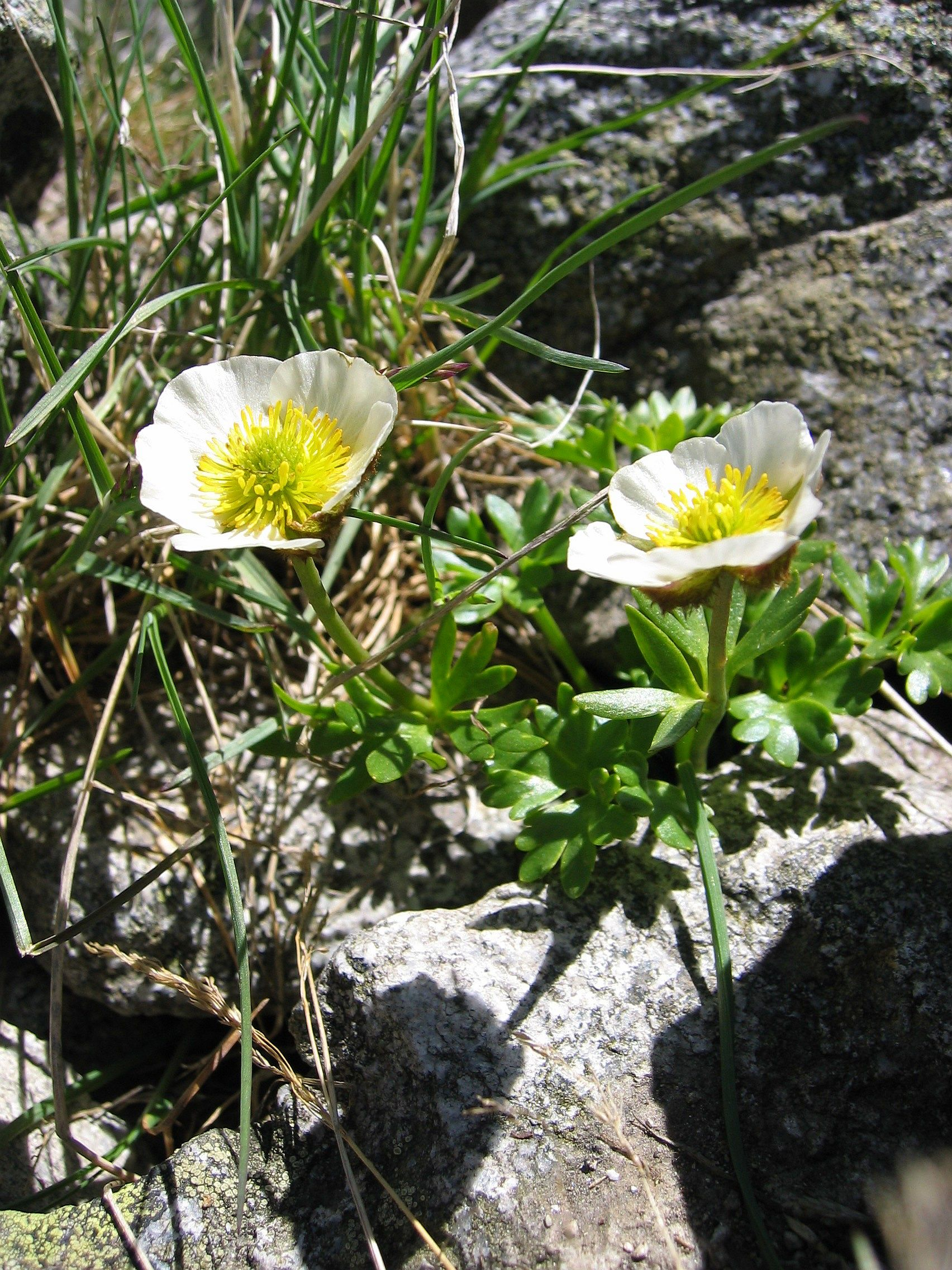
Renoncule des glaciers (Ranunculus glacialis).
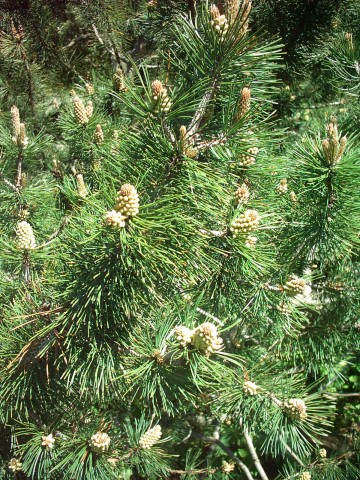
Pin de montagne ou pin mugo (Pinus mugo).
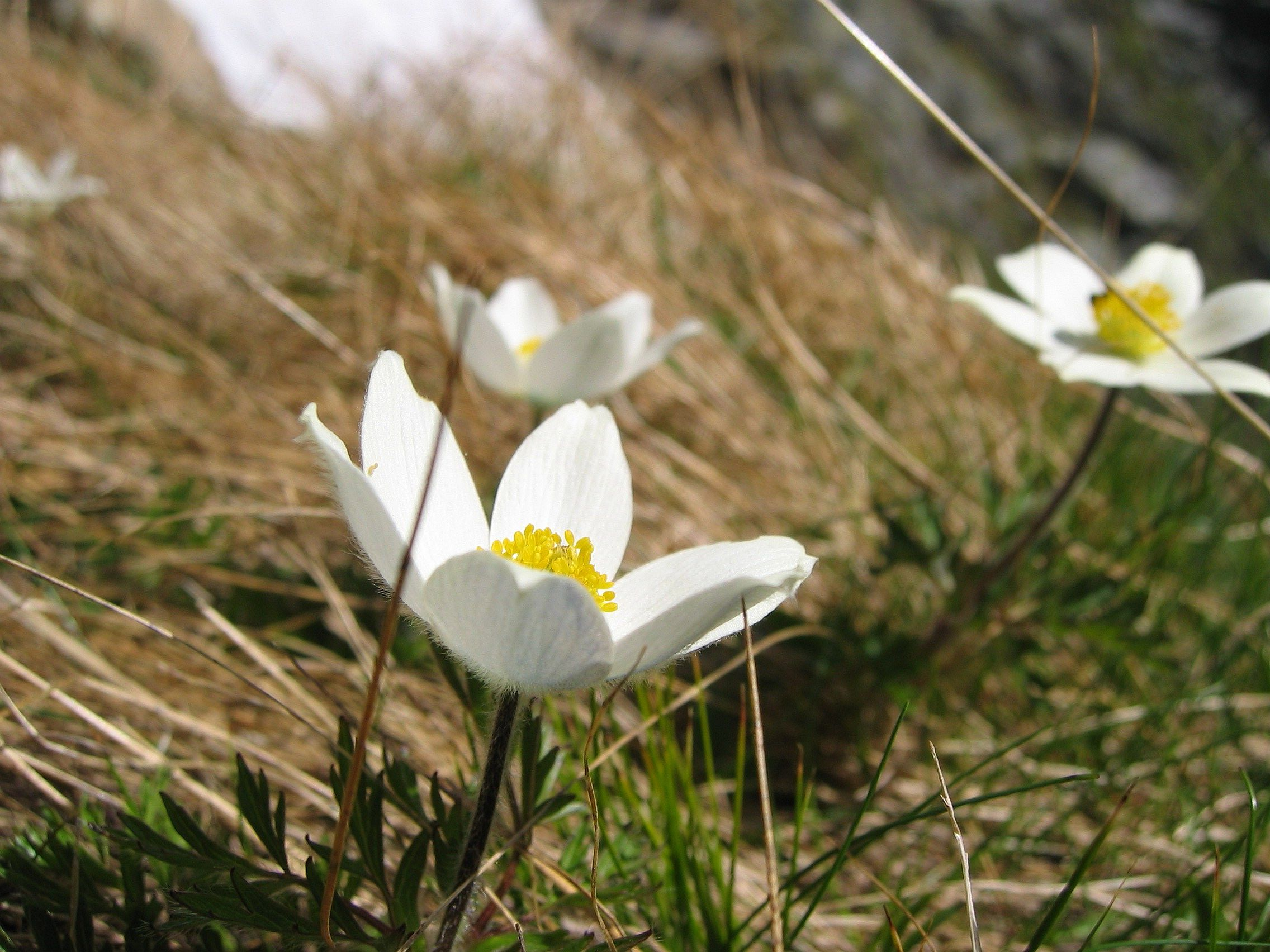
Pulsatille des Alpes (Pulsatilla alpina).
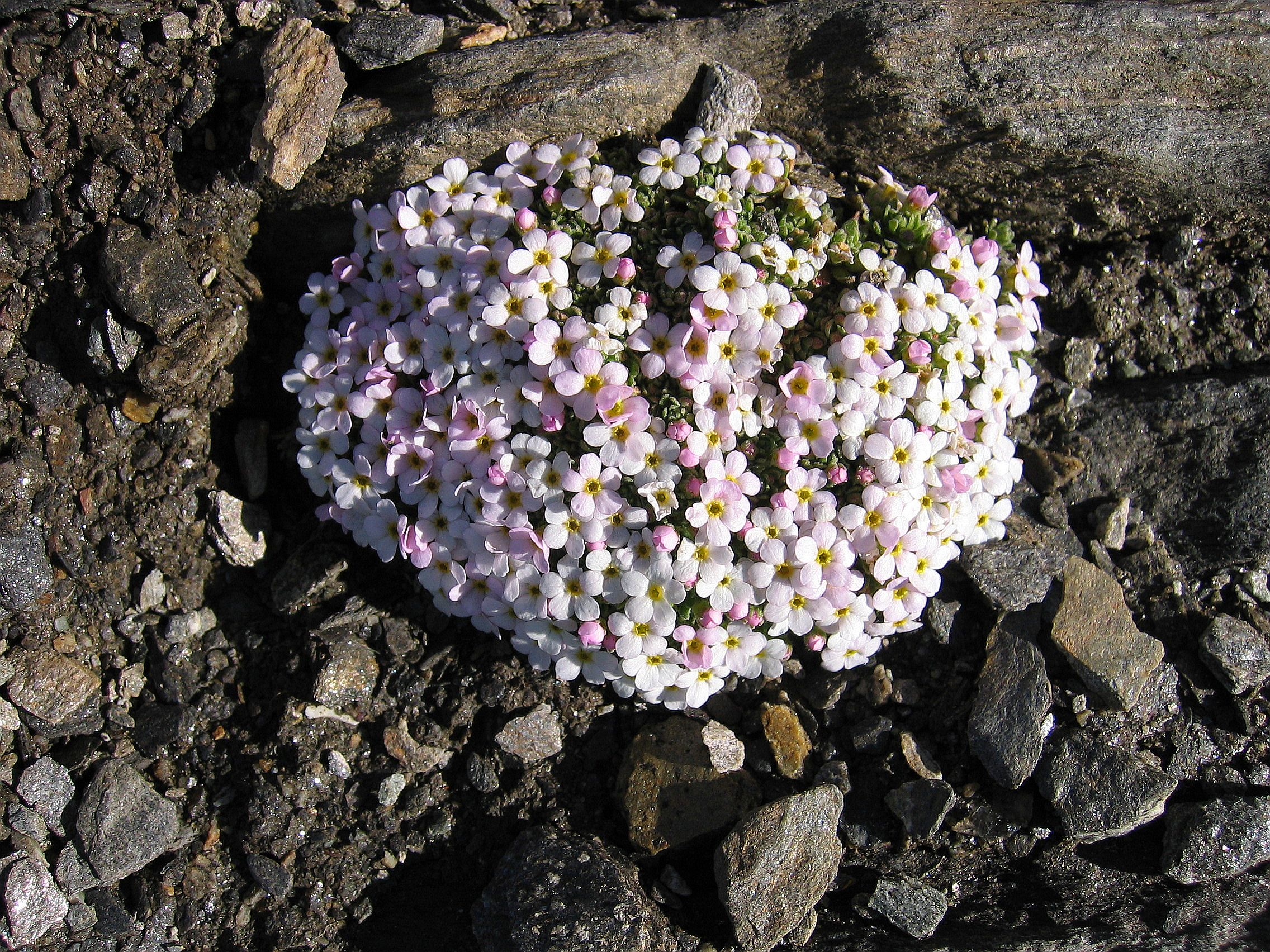
Androsace des Alpes (Androsace alpina).
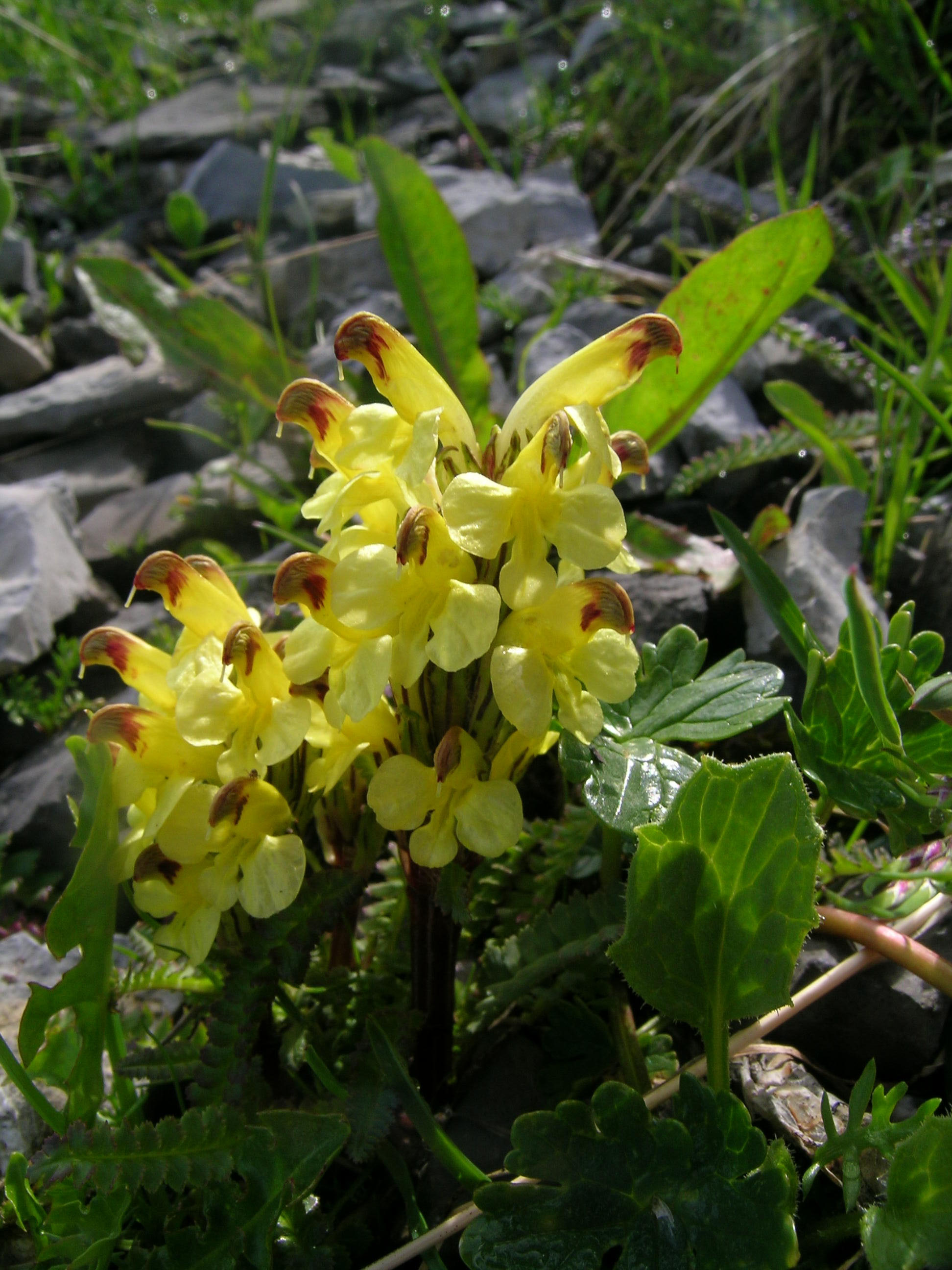
Pedicularis oederi.
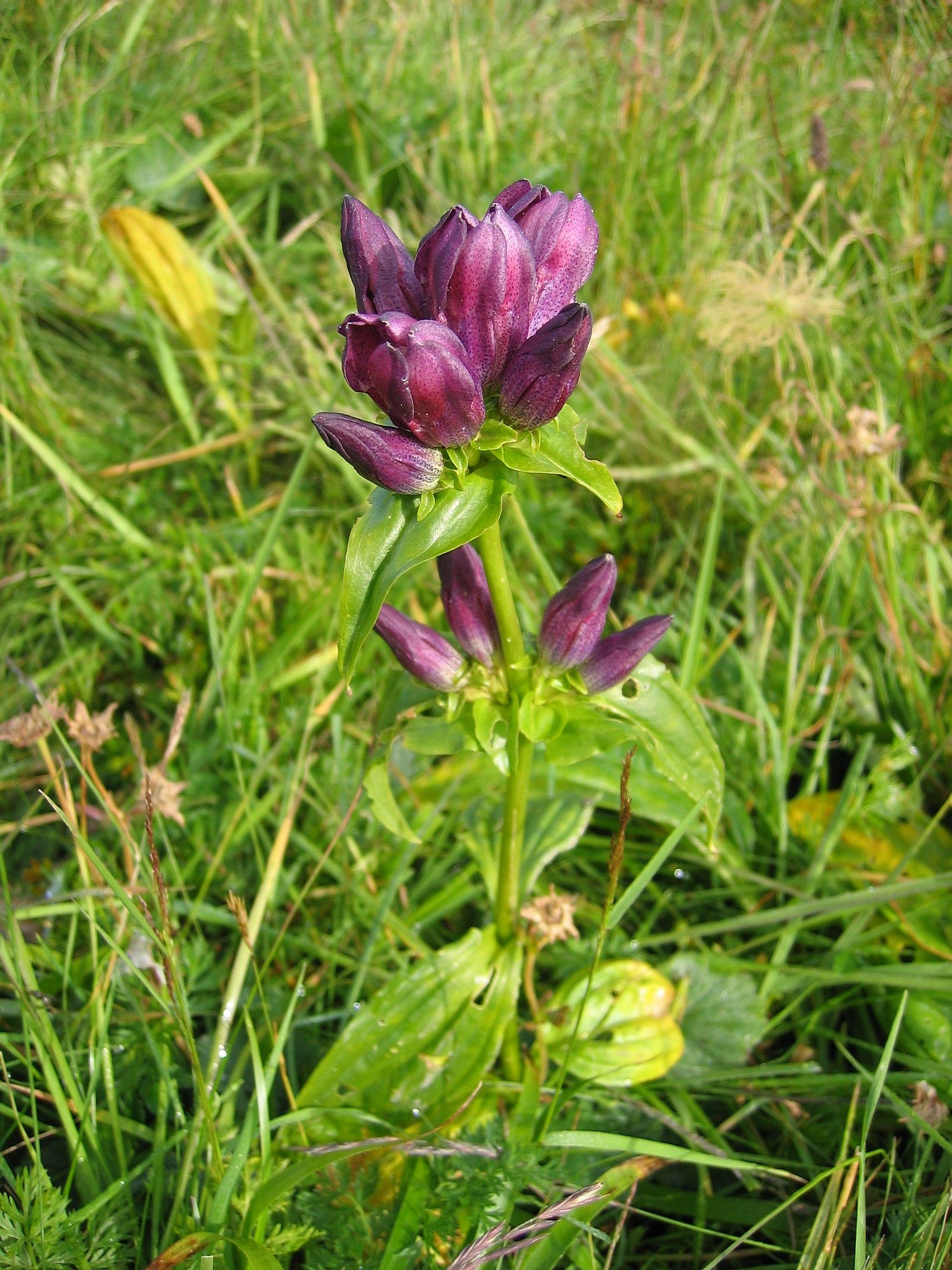
Gentiana pannonica.
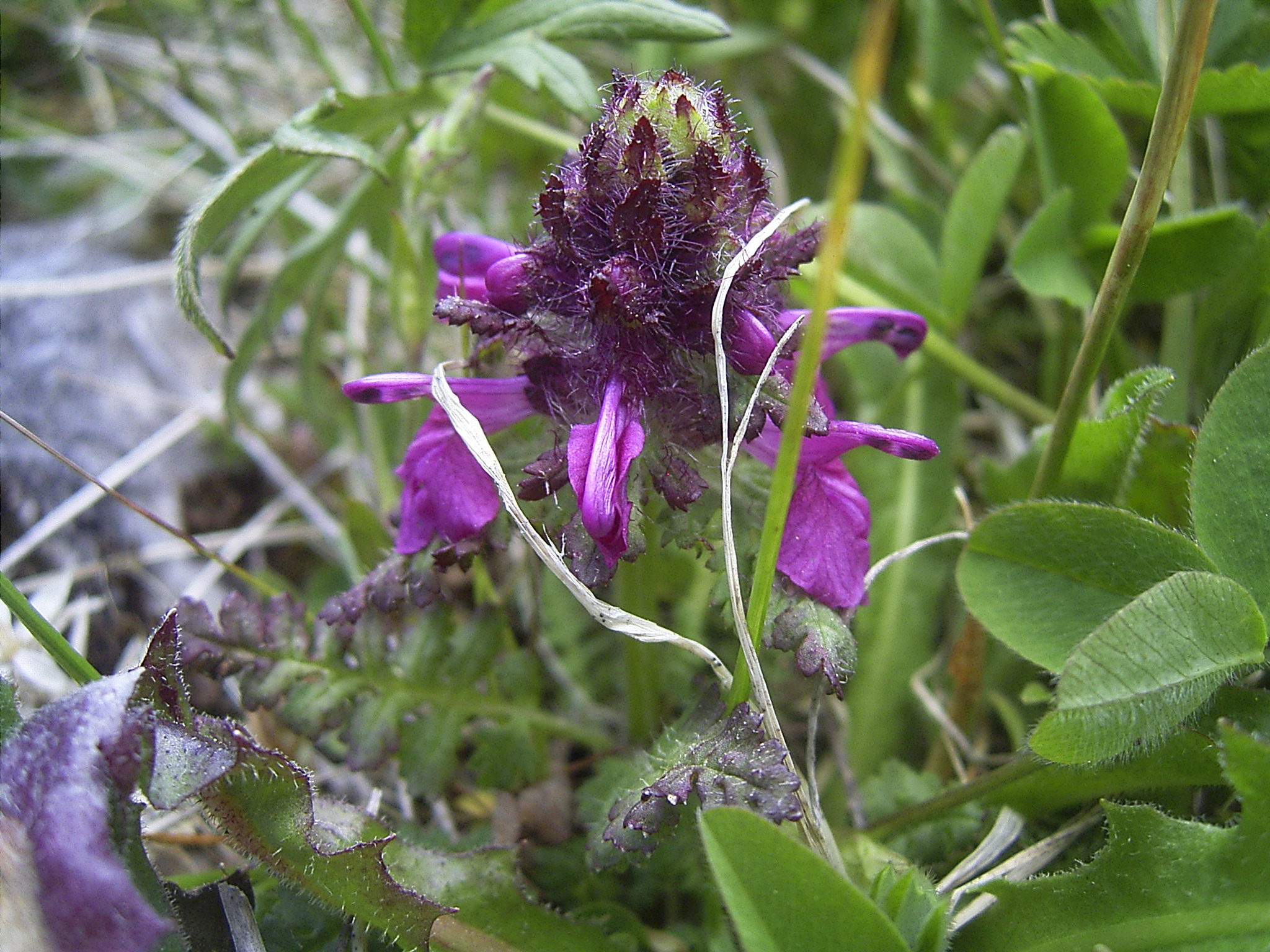
Pedicularis verticillata.
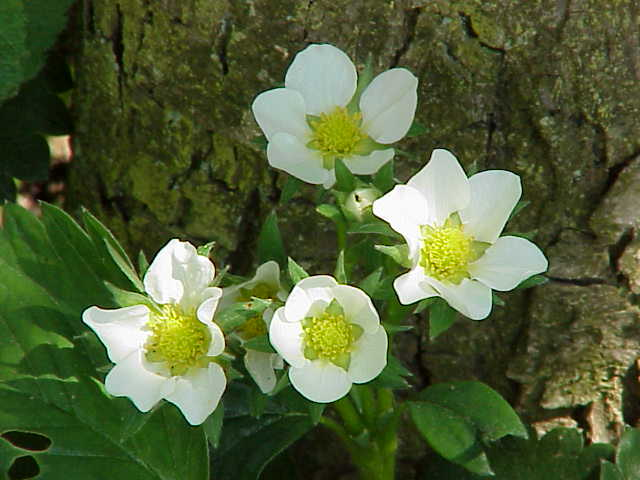
Fraisier sauvage.
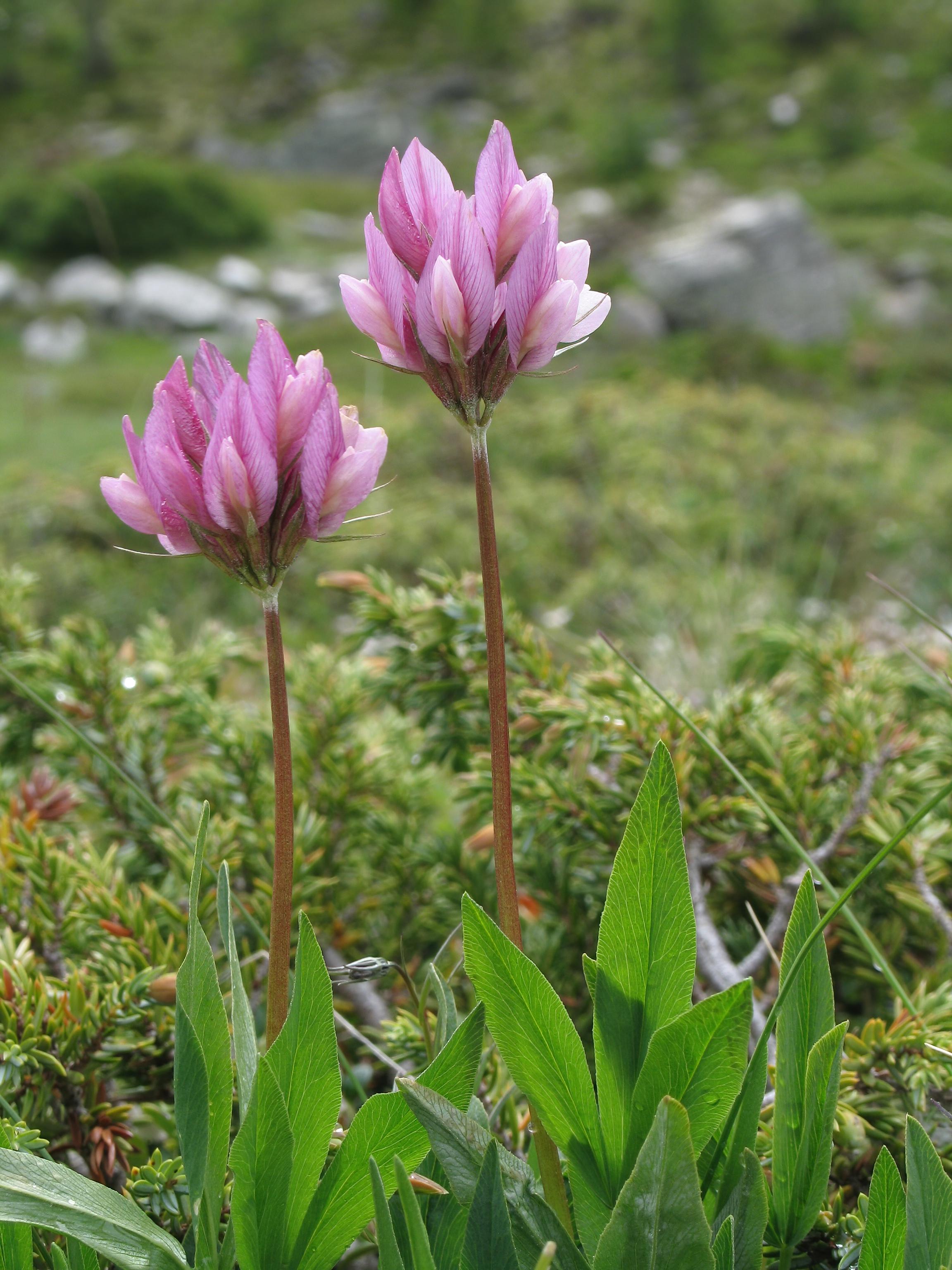
Trifolium alpinum

Arbres, arbustes et arbrisseaux des Alpes
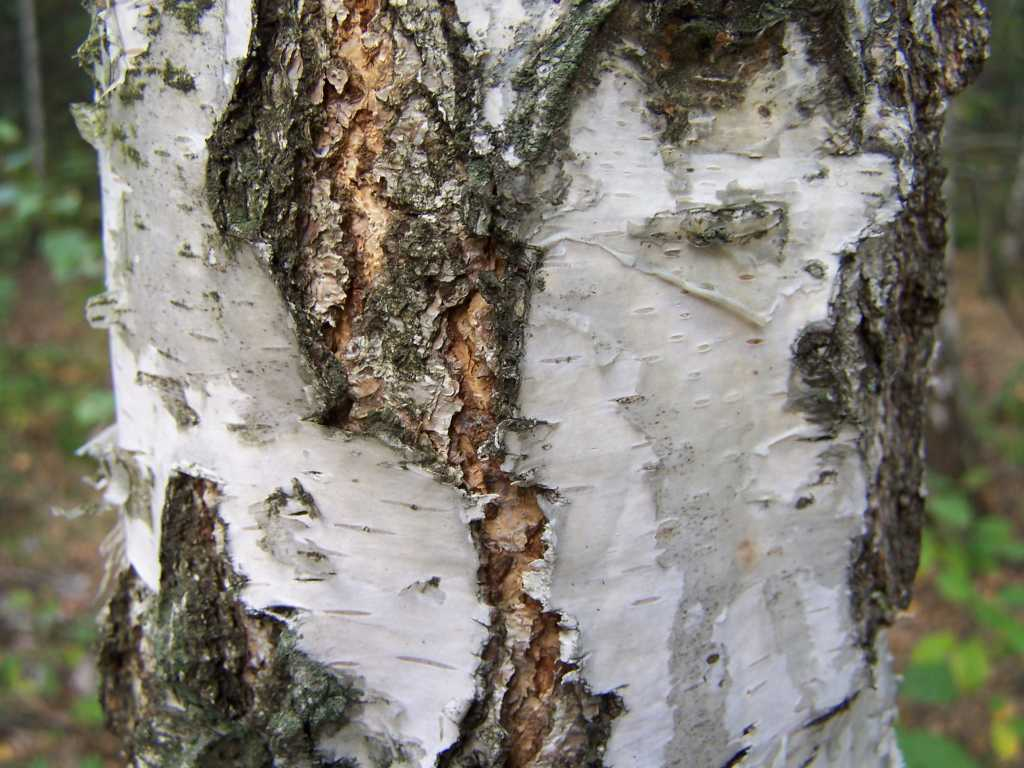
Aspect de l’écorce du bouleau verruqueux à la base du tronc.
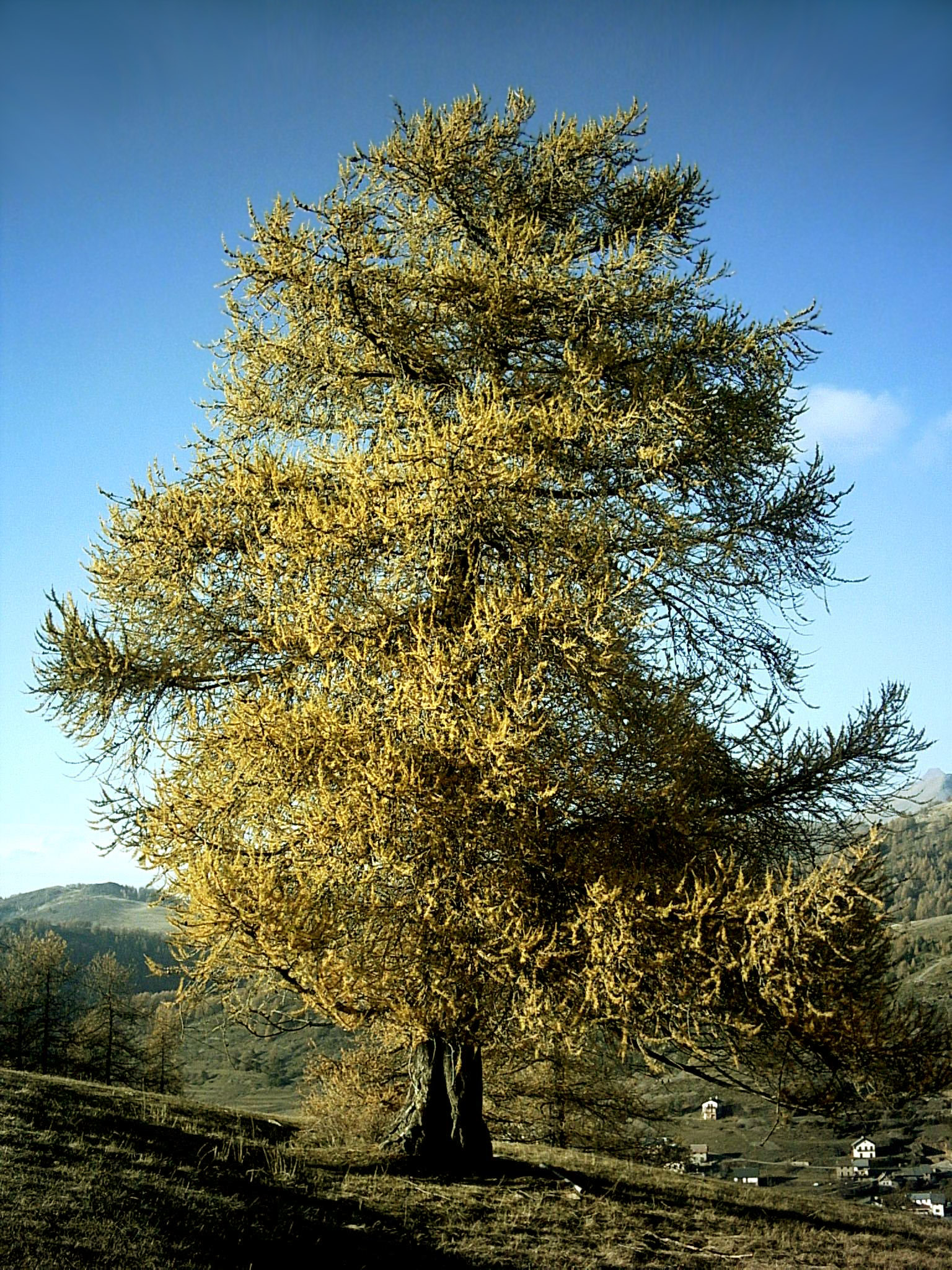
Mélèze en automne.
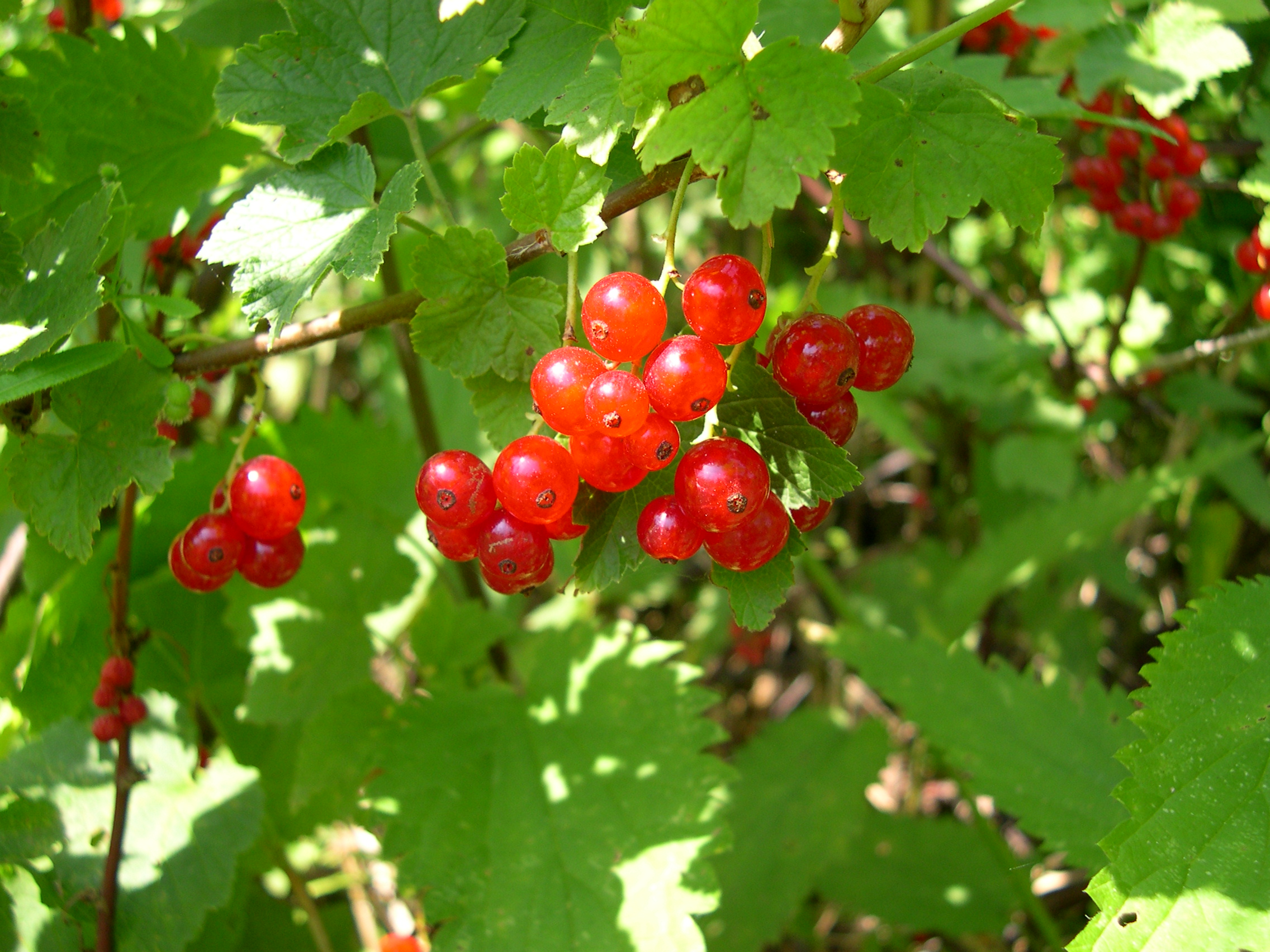
Groseilliers.
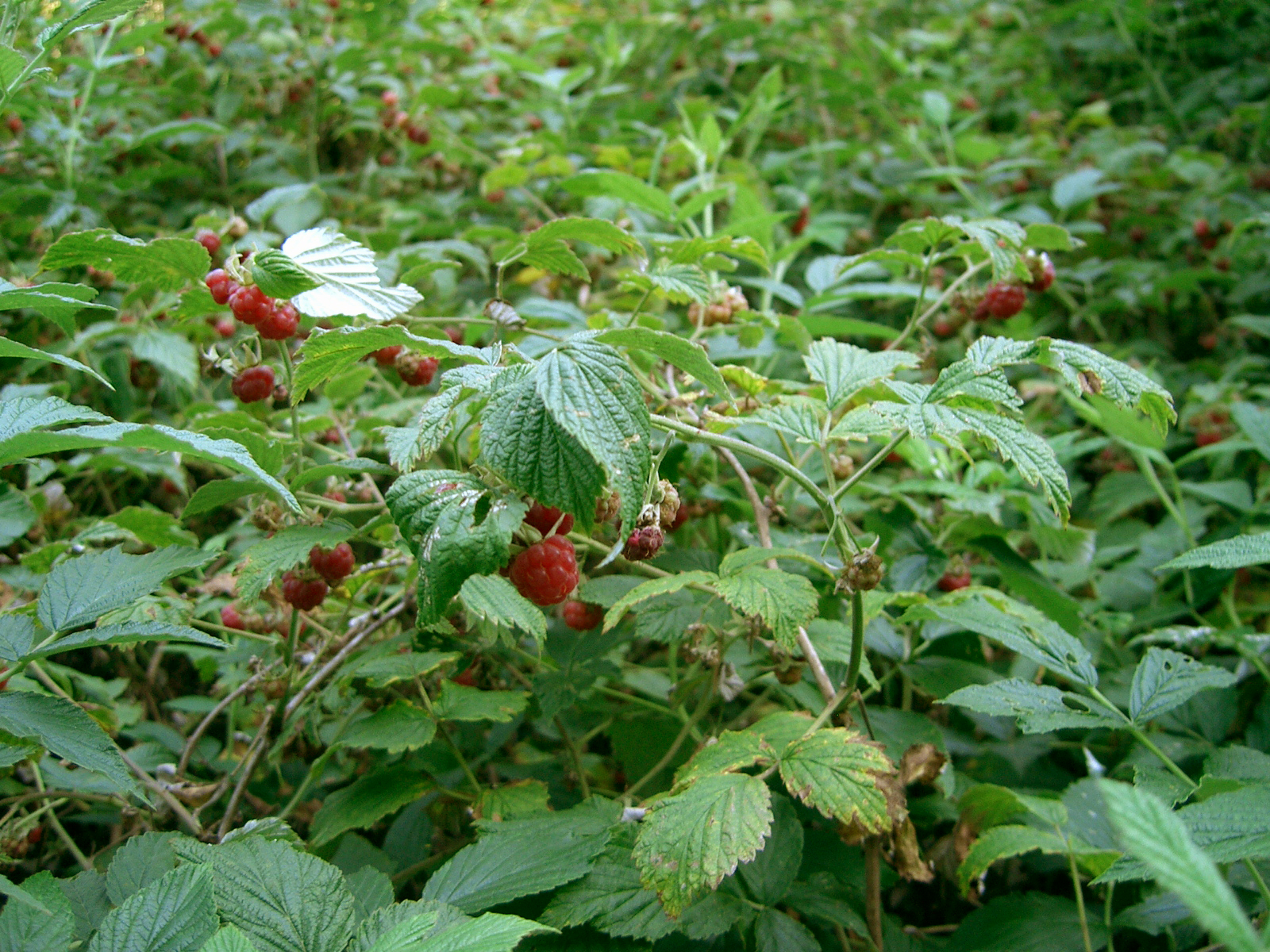
Framboisiers sauvages.
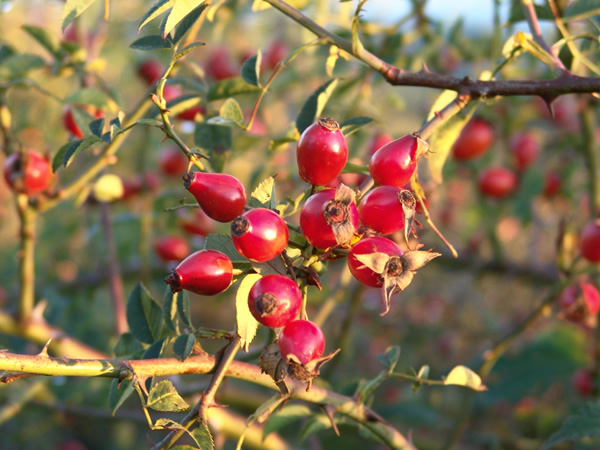
Cynorrhodons d’un églantier.
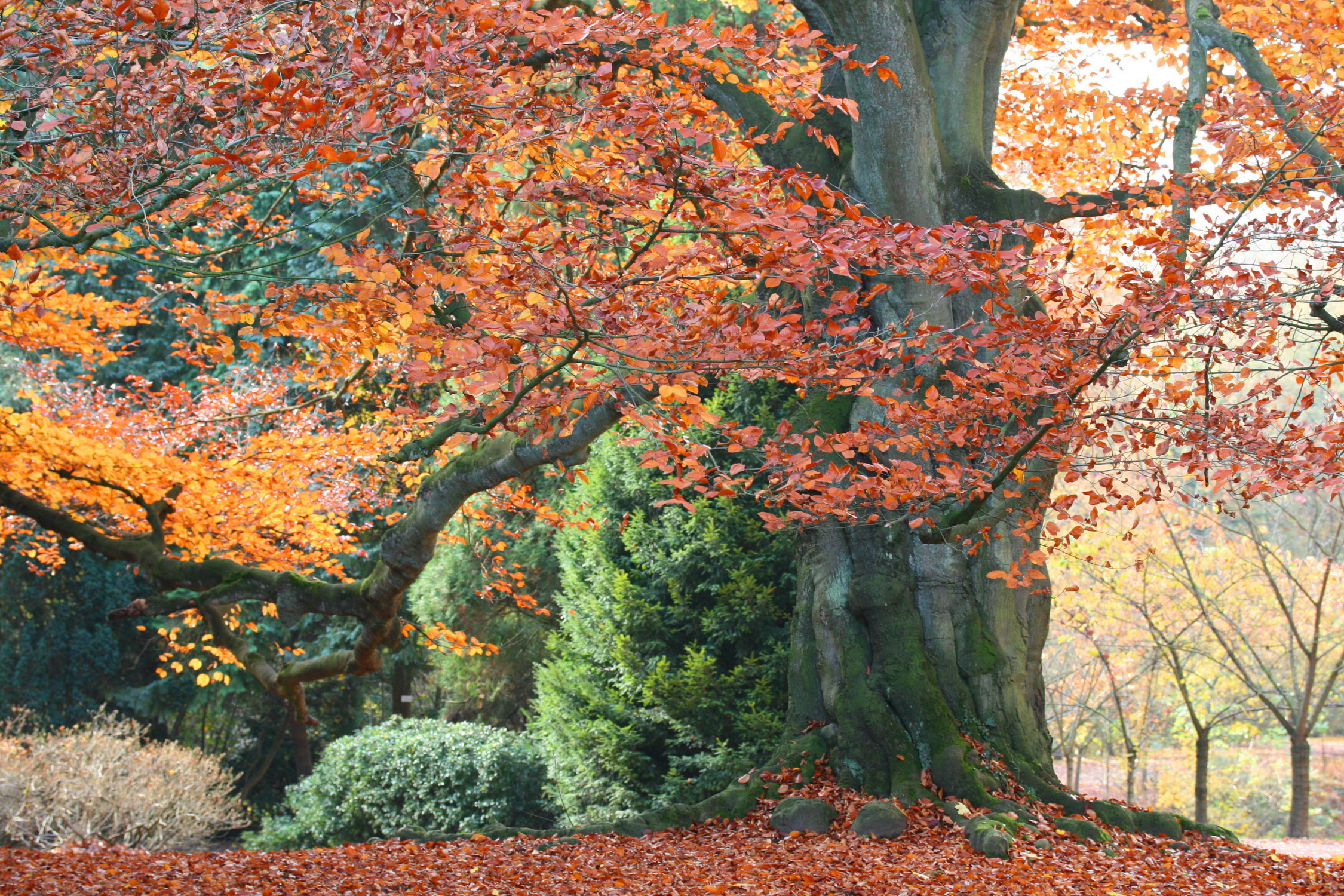
Hêtre européen.
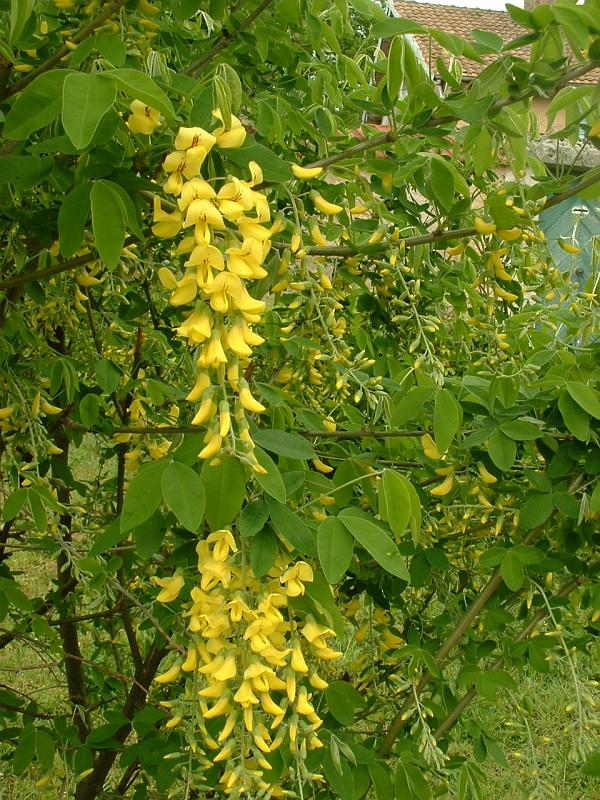
Cytise faux ébénier.
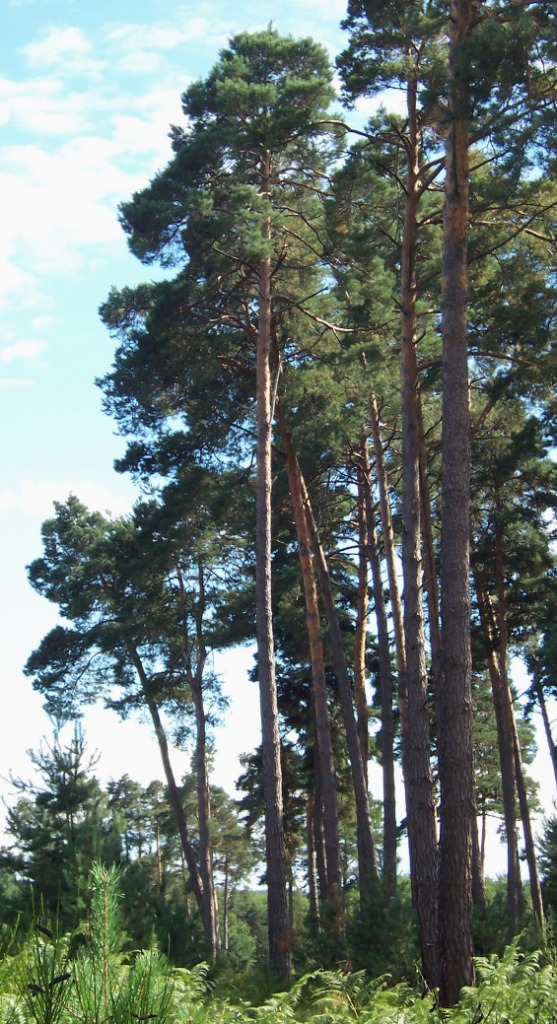
Pin sylvestre.
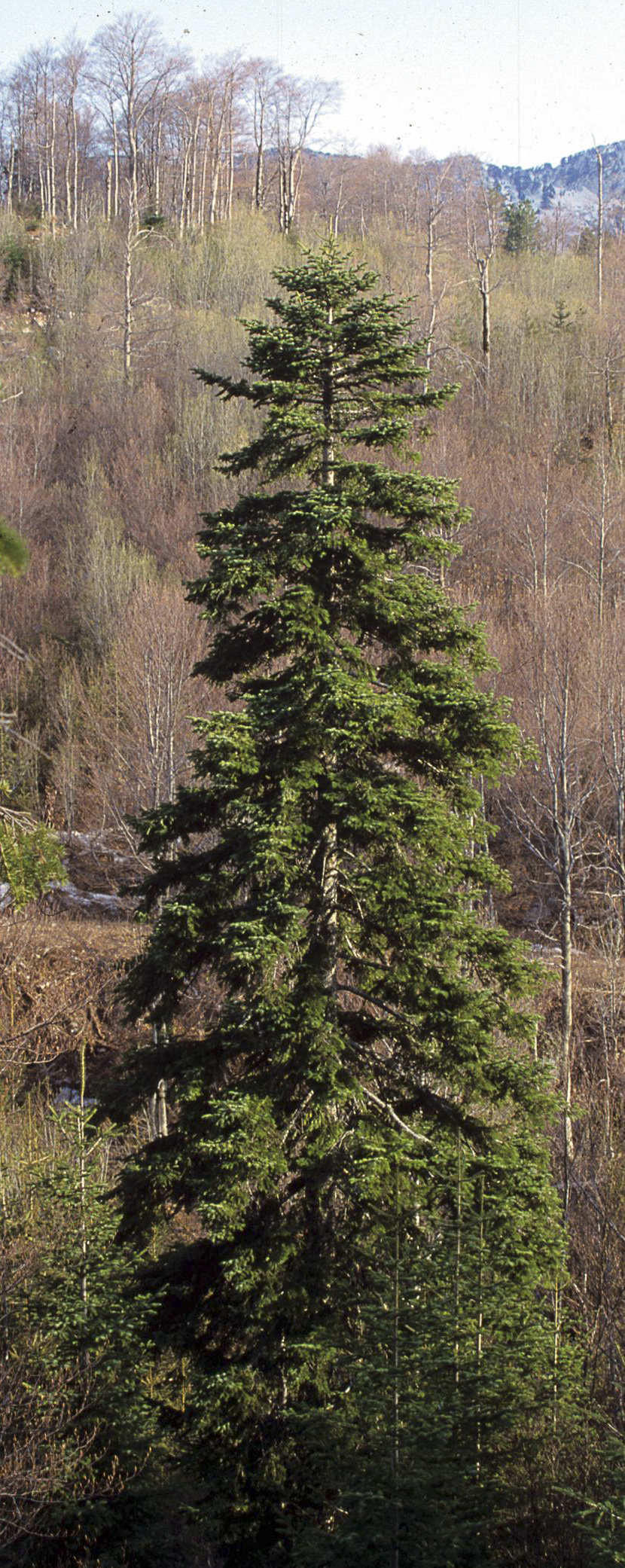
Sapin blanc.
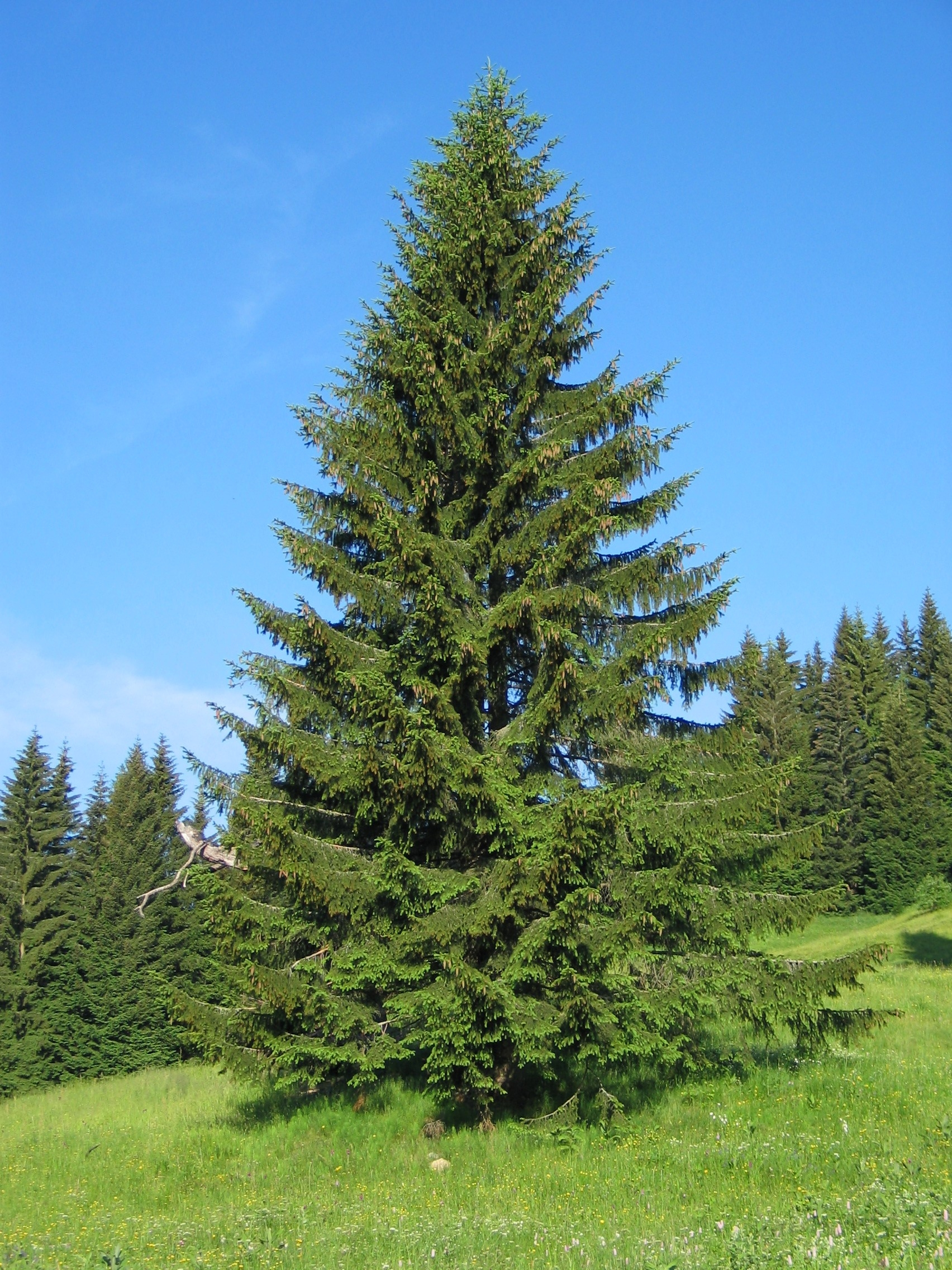
Épicéa commun.

### Population

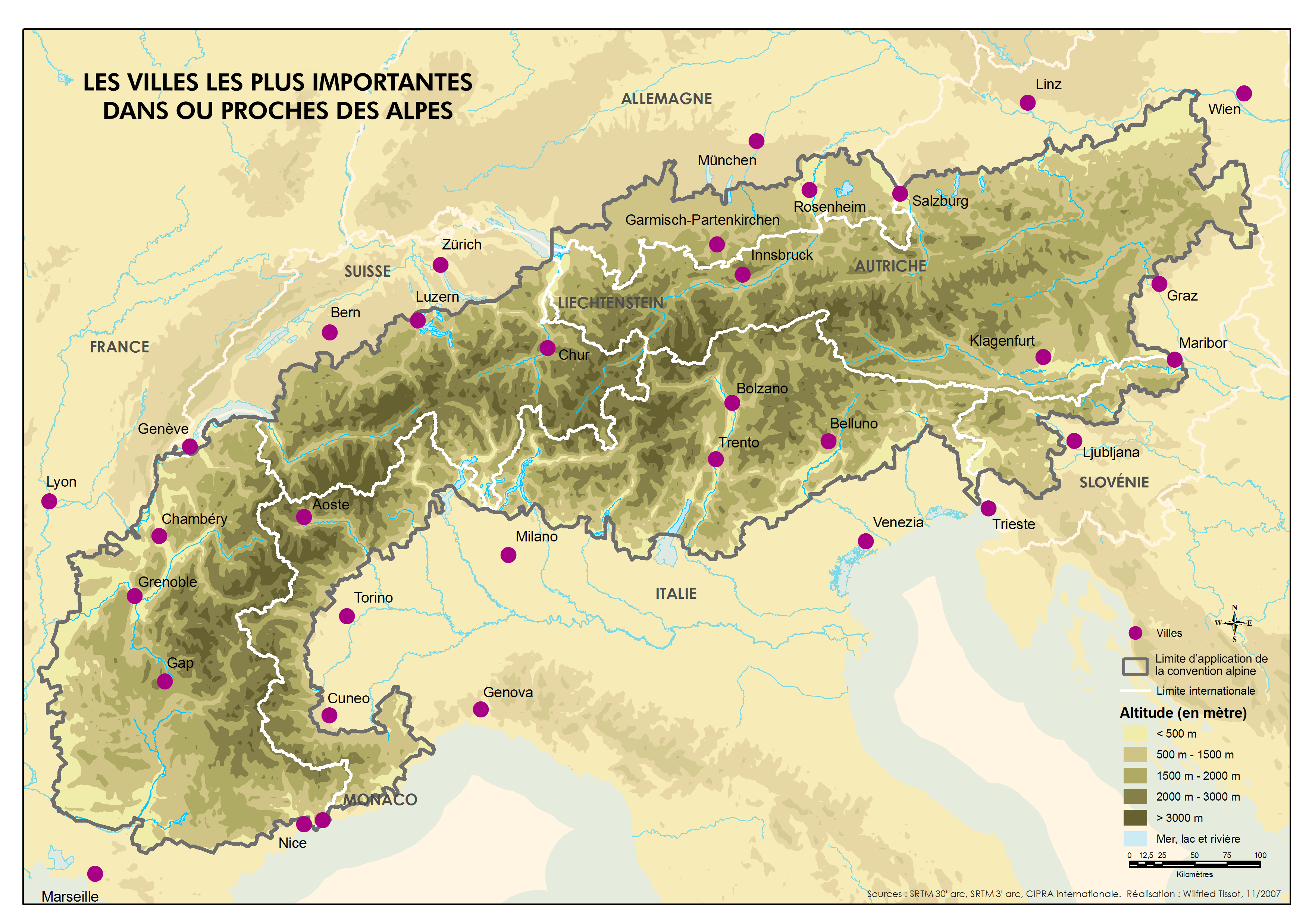
Les villes des Alpes.

La population sur l'ensemble de l'arc alpin est d'environ treize millions d'habitants, dont 30,1 % en Italie, 23,9 % en Autriche, 18 % en France, 12,8 % en Suisse, 10,1 % en Allemagne, 4,7 % en Slovénie et 0,2 % au Liechtenstein et à Monaco[réf. non conforme].
Les deux plus grandes villes du massif sont Grenoble (France), aire urbaine de plus de 600 000 habitants, et Innsbruck (Autriche), agglomération de plus de 190 000 habitants, deux villes considérées comme étant, l'une pour les Français,,,, l'autre pour les Autrichiens, capitale des Alpes.

## Histoire
Le peuplement de l'arc alpin par l'homme est attesté à partir du Paléolithique moyen (vers −100 000 ans).
Le peuplement alpin du Néolithique est bien connu des archéologues, en raison des conditions climatiques très favorables à la conservation des matériaux composant les objets du quotidien.

## Politiques de développement durable
De Monaco à l'Autriche, la chaîne alpine s'étend sur huit pays. Ainsi, avant d'être reconnue comme « un territoire alpin », c'est d'abord huit petits morceaux de huit nations bien différentes. Les politiques de protection de l'environnement et de développement durable diffèrent donc en fonction des territoires alpins. Une Commission internationale pour la protection des Alpes (CIPRA), une organisation non gouvernementale fondée en 1952 pour tirer profit des potentiels de cet espace alpin et sauvegarder sa diversité culturelle et naturelle, en initiant un développement soutenable à de multiples niveaux. Elle a œuvré pour qu'un outil juridique international unique puisse faciliter la mise en place de politiques de développement durable sur l'ensemble des Alpes.
Les Alpes, dans leur contexte environnemental, socio-économique et culturel, sont aujourd'hui confrontées à des problèmes graves - qu'il s'agisse du réchauffement climatique ou du tourisme de masse - venant s'ajouter à des problèmes plus anciens liés notamment au déclin de l'agro-sylviculture de montagne et à l'exode démographique. Compte tenu du fractionnement administratif et politique du massif alpin, ces problèmes appellent des solutions supra-régionales dessinées par des conventions internationales telles la Convention sur la protection des Alpes, dite Convention alpine.
Il aura fallu quarante ans pour que ce traité international voie le jour. En 1991, les ministres de l'Environnement des États alpins, plus l'Union européenne, signent la Convention alpine. Aujourd'hui, la CIPRA, comme bien d'autres organisations non gouvernementales alpines telles que le Club Arc alpin, l'Association des élus de montagne, Alpe Adria, Arge Alp, la COTRAO (Communauté de Travail des Alpes occidentales), Euromontana, la FIANET (Fédération Internationale des Associations Nationales d'Exploitation de Téléphériques), l'International Steering Committee of the Network of Protected areas, l'IUCN (International Union for Conservation of Nature), la Managing Authority of the European Cooperation Programme Alpine Space, Pro Mont Blanc, l'UNO/UNEP-ROE et l'ISCAR (Comité scientifique international recherche alpine), accompagne la mise en œuvre de la Convention alpine. Toutes y ont un statut d'observateur, participent aux conférences alpines et à différents groupes de travail.
La Convention alpine se compose de plusieurs protocoles traitant des thématiques suivantes : aménagement du territoire et développement durable, protection des sols, protection de la nature et entretien des paysages, agriculture de montagne, forêts de montagne, tourisme, transports, énergie.
En 2016-2017, un « Projet Sentinelles des Alpes » vise à élaborer, partager et intégrer avant 2020 les moyens d'observation des relations climat-homme-biodiversités à l’échelle du massif côté français. Porté par le Centre national de la recherche scientifique (CNRS), l'Institut national de recherche en sciences et technologies pour l'environnement et l'agriculture (IRSTEA) et financé par l'Agence française pour la biodiversité, il est coordonné par une « zone atelier Alpes », pour anticiper les changements globaux (climatiques et socio-économiques) et y mieux répondre. Dans ce cadre, des scientifiques coopèrent avec des gestionnaires d’espaces protégés, des décideurs, des représentants du monde agricole, du tourisme et des usagers de la montagne des cinq dispositifs sentinelles déjà mis en place (ORCHAMP, Alpages sentinelles, Lacs sentinelles, Refuges sentinelles et le réseau de conservation de la flore Alpes-Ain). Cette zone atelier est l'un des maillons français du Réseau mondial de recherche écologique à long terme.

## Arts et culture

### Éducation et culture à travers l'histoire

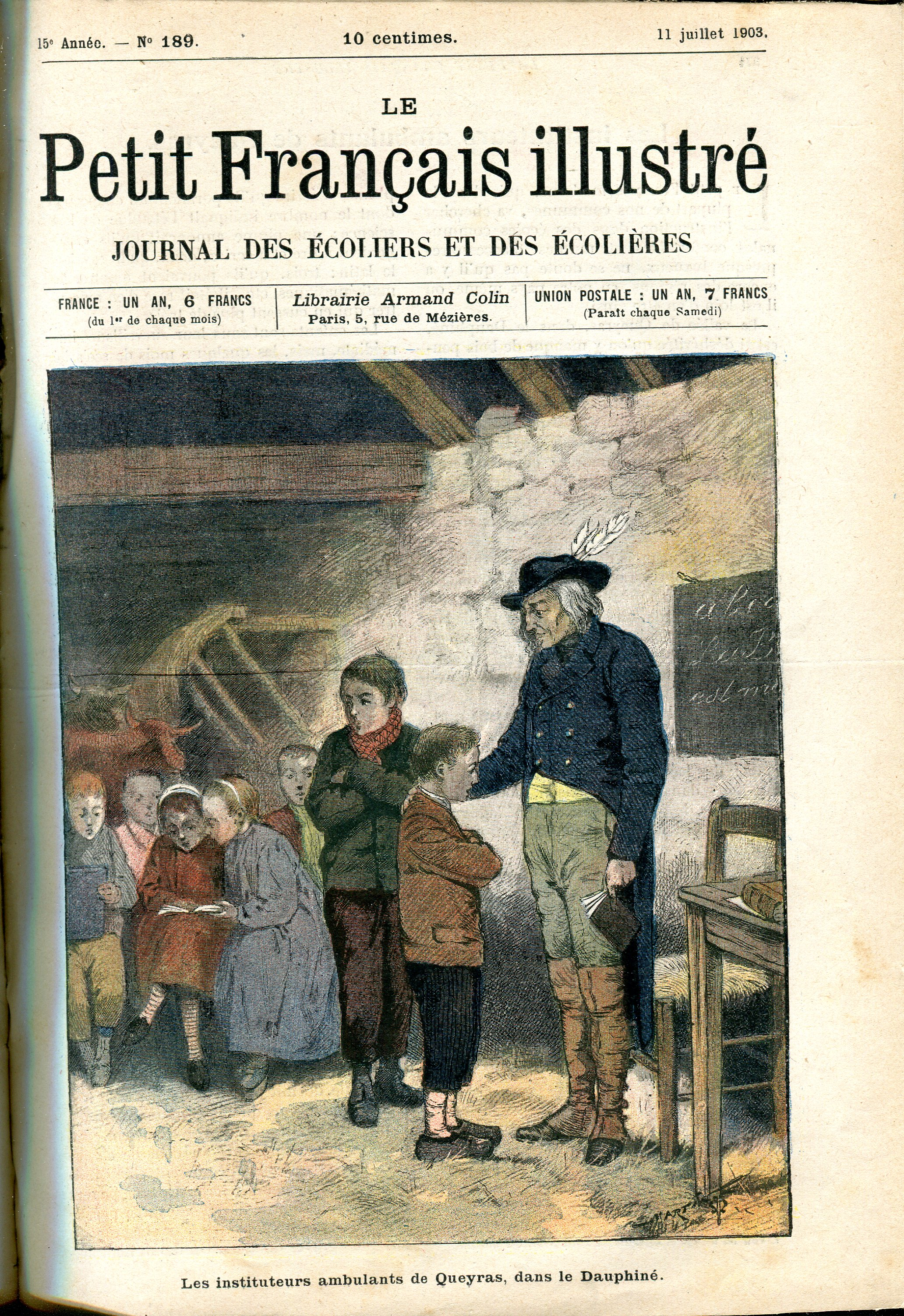
« Les instituteurs ambulants de Queyras, dans le Dauphiné », Le Petit Français illustré, 11 juillet 1903.

De nombreuses vallées alpines ont connu un système éducatif depuis plusieurs siècles. Pier Paolo Viazzo parle de « paradoxe alpin », soulignant que, contrairement à ce que l'on pourrait penser de populations de territoires enclavés et parfois difficiles d'accès, les populations alpines étaient souvent plus éduquées et cultivées que d'autres, curieuses et sachant adapter leurs modes de vie en fonction des contraintes rencontrées. Au cours des siècles passés, parmi ces populations, nombre de personnes devenaient « colporteurs en écriture »,, maîtres à domicile ou maîtres d'école ; ils faisaient ce travail dans les Alpes mais aussi en plaine. L'instituteur itinérant avait, à une époque, une, deux ou trois plumes à son chapeau, en fonction de ses compétences : une plume pour ceux qui n'enseignent qu'à lire, deux pour ceux qui enseignent la lecture et le calcul, trois pour ceux qui enseignent lecture, calcul et latin,. D'autres devenaient libraires, dont certains ont circulé dans toute l'Europe, voire se sont installés sur d'autres continents.
La scolarisation précoce des régions de montagne par rapport à d'autres régions est vue comme paramètre constitutif de l'identité alpine par l'anthropologue Robert K. Burns, de l'université du Michigan (États-Unis d'Amérique), dans les années 1960. Il avait auparavant observé que dans la vallée alpine du Queyras (Hautes-Alpes, France), des écoles existaient dans chaque village depuis au moins le XVe siècle, voire le XIVe siècle. Il note que ces écoles étaient faites par des instituteurs payés par plusieurs familles, les enfants se regroupant dans une des maisons du village ; les personnes qui faisaient office d'instituteur étaient souvent aussi notaires et écrivain public, et allaient souvent en plaine proposer leurs services aux populations locales, moins lettrées. Des historiens vaudois ont également noté au fil des siècles l'importance de l'éducation chez les populations de ces montagnes et la présence des instituteurs itinérants dans les villages, par exemple dans la vallée d'Angrogne (Italie) ; ils soulignent un réseau, déjà existant au XVIe siècle. L'anglais Charles Beckwith, au début du XIXe siècle, qualifie ces écoles d'« universités des chèvres ». L'écrivain français Victor Hugo décrit également dans son livre Les Misérables (XIXe siècle) le système éducatif particulier au Queyras. Ces faits sont également constatés sous Napoléon. Quant à l'émigration temporaire des instituteurs (durant l'hiver), un ancien préfet des Hautes-Alpes (département français) en parle dans un livre, et énumère parmi les émigrants temporaires 705 instituteurs pour les années 1807 et 1808, pour son seul département.